# Schmalspurbahn Klingenthal–Sachsenberg-Georgenthal
| |                                  |                                             |                                             |
| Streckennummer: | 6963; sä. KSG (ex KUG) / KUGG    |                                             |                                             |
| Kursbuchstrecke: | 171 p (ab 1939)                  |                                             |                                             |
| Streckenlänge: | 4,96 (4,113 + 0,847) km          |                                             |                                             |
| Spurweite: | 1000 mm (Meterspur)              |                                             |                                             |
| Stromsystem: | 650 Volt = / ab 1956: 600 Volt = |                                             |                                             |
| Maximale Neigung: | 50 ‰                             |                                             |                                             |
| Minimaler Radius: | 30 m                             |                                             |                                             |
| Streckengeschwindigkeit: | 15 km/h                          |                                             |                                             |
| |                                  |                                             |                                             |
| \| \| 0,000 \| Klingenthal \| 554 m \| \| \| 0,300 \| Zwota \| Zwota \| \| \| 0,847 \| Klingenthal Güterbahnhof \| 552 m \| \| \| 0,400 \| VEB Harmonikawerke \| VEB Harmonikawerke \| \| \| 0,100 \| Zwota \| Zwota \| \| \| 0,030 \| Bahnstrecke Zwotental–Klingenthal \| Bahnstrecke Zwotental–Klingenthal \| \| \| \| \| \| \| \| 0,4180,000 \| Klingenthal Abzweig Weiche 104 \| 545 m \| \| \| 0,480 \| Klingenthal Graslitzer Str (bis 1943) \| Klingenthal Graslitzer Str (bis 1943) \| \| \| 0,516 \| Klingenthal Graslitzer Str (1943–1960) \| Klingenthal Graslitzer Str (1943–1960) \| \| \| 0,580 \| Klingenthal Graslitzer Str (ab 1960) \| 544 m \| \| \| 0,700 \| Brunndöbra (Durchlass) \| Brunndöbra (Durchlass) \| \| \| 0,870 \| Klingenthal Untere Marktstr (bis 1943) \| 547 m \| \| \| 1,086 \| Klingenthal Kreuzstr \| 550 m \| \| \| 1,431 \| Klingenthal Nord \| 554 m \| \| \| 1,865 \| Brunndöbra Grüner Baum \| 559 m \| \| \| 2,111 \| Brunndöbra Friedrich-Engels-Str \| 563 m \| \| \| 2,377 \| Brunndöbra Karl-Marx-Platz \| 566 m \| \| \| 2,665 \| Brunndöbra Güterbahnhof \| 575 m \| \| \| 2,730 \| Steindöbra (Durchlass) \| Steindöbra (Durchlass) \| \| \| 2,780 \| Brunndöbra Kreuzungsstelle \| Brunndöbra Kreuzungsstelle \| \| \| \| VEB Schnittwerkzeuge- und Metallwarenfabrik \| \| \| \| 3,047 \| Brunndöbra Mittelberg \| 582 m \| \| \| 3,100 \| Auerbacher Straße (Fernverkehrsstraße 283) \| Auerbacher Straße (Fernverkehrsstraße 283) \| \| \| 3,130 \| Steindöbra (10 m) \| Steindöbra (10 m) \| \| \| 3,342 \| Glaßentrempel (ab 1920) \| 592 m \| \| \| 3,764 \| Bärenloch \| 605 m \| \| \| 3,900 \| Steindöbra (Durchlass) \| Steindöbra (Durchlass) \| \| \| 4,113 \| Sachsenberg-Georgenthal \| 612 m \| \| \| 4,173 \| Streckenende \| 612 m \| |                                  |                                             |                                             |
| Kopfbahnhof Streckenanfang (Strecke außer Betrieb) | 0,000                            | Klingenthal                                 | 554 m                                       |
| Brücke über Wasserlauf (Strecke außer Betrieb) | 0,300                            | Zwota                                       | Zwota                                       |
| Betriebs-/Güterbahnhof Streckenanfang (Strecke außer Betrieb) · Strecke (außer Betrieb) | 0,847                            | Klingenthal Güterbahnhof                    | 552 m                                       |
| Abzweig geradeaus und nach rechts (Strecke außer Betrieb) · Strecke (außer Betrieb) | 0,400                            | VEB Harmonikawerke                          | VEB Harmonikawerke                          |
| Brücke über Wasserlauf (Strecke außer Betrieb) · Strecke (außer Betrieb) | 0,100                            | Zwota                                       | Zwota                                       |
| Kreuzung geradeaus unten (Strecke geradeaus außer Betrieb) · Strecke (außer Betrieb) | 0,030                            | Bahnstrecke Zwotental–Klingenthal           | Bahnstrecke Zwotental–Klingenthal           |
| Strecke nach links (außer Betrieb) · Abzweig geradeaus und von rechts (Strecke außer Betrieb) |                                  |                                             |                                             |
| Blockstelle (Strecke außer Betrieb) | 0,4180,000                       | Klingenthal Abzweig Weiche 104              | 545 m                                       |
| Haltepunkt / Haltestelle (Strecke außer Betrieb) | 0,480                            | Klingenthal Graslitzer Str (bis 1943)       | Klingenthal Graslitzer Str (bis 1943)       |
| Haltepunkt / Haltestelle (Strecke außer Betrieb) | 0,516                            | Klingenthal Graslitzer Str (1943–1960)      | Klingenthal Graslitzer Str (1943–1960)      |
| Haltepunkt / Haltestelle (Strecke außer Betrieb) | 0,580                            | Klingenthal Graslitzer Str (ab 1960)        | 544 m                                       |
| Brücke über Wasserlauf (Strecke außer Betrieb) | 0,700                            | Brunndöbra (Durchlass)                      | Brunndöbra (Durchlass)                      |
| Haltepunkt / Haltestelle (Strecke außer Betrieb) | 0,870                            | Klingenthal Untere Marktstr (bis 1943)      | 547 m                                       |
| Haltepunkt / Haltestelle (Strecke außer Betrieb) | 1,086                            | Klingenthal Kreuzstr                        | 550 m                                       |
| Bahnhof (Strecke außer Betrieb) | 1,431                            | Klingenthal Nord                            | 554 m                                       |
| Haltepunkt / Haltestelle (Strecke außer Betrieb) | 1,865                            | Brunndöbra Grüner Baum                      | 559 m                                       |
| Haltepunkt / Haltestelle (Strecke außer Betrieb) | 2,111                            | Brunndöbra Friedrich-Engels-Str             | 563 m                                       |
| Haltepunkt / Haltestelle (Strecke außer Betrieb) | 2,377                            | Brunndöbra Karl-Marx-Platz                  | 566 m                                       |
| Dienststation / Betriebs- oder Güterbahnhof (Strecke außer Betrieb) | 2,665                            | Brunndöbra Güterbahnhof                     | 575 m                                       |
| Brücke über Wasserlauf (Strecke außer Betrieb) | 2,730                            | Steindöbra (Durchlass)                      | Steindöbra (Durchlass)                      |
| Dienststation / Betriebs- oder Güterbahnhof (Strecke außer Betrieb) | 2,780                            | Brunndöbra Kreuzungsstelle                  | Brunndöbra Kreuzungsstelle                  |
| Abzweig geradeaus und nach links (Strecke außer Betrieb) |                                  | VEB Schnittwerkzeuge- und Metallwarenfabrik | VEB Schnittwerkzeuge- und Metallwarenfabrik |
| Haltepunkt / Haltestelle (Strecke außer Betrieb) | 3,047                            | Brunndöbra Mittelberg                       | 582 m                                       |
| Bahnübergang (Strecke außer Betrieb) | 3,100                            | Auerbacher Straße (Fernverkehrsstraße 283)  | Auerbacher Straße (Fernverkehrsstraße 283)  |
| Brücke über Wasserlauf (Strecke außer Betrieb) | 3,130                            | Steindöbra (10 m)                           | Steindöbra (10 m)                           |
| Haltepunkt / Haltestelle (Strecke außer Betrieb) | 3,342                            | Glaßentrempel (ab 1920)                     | 592 m                                       |
| Haltepunkt / Haltestelle (Strecke außer Betrieb) | 3,764                            | Bärenloch                                   | 605 m                                       |
| Brücke über Wasserlauf (Strecke außer Betrieb) | 3,900                            | Steindöbra (Durchlass)                      | Steindöbra (Durchlass)                      |
| Bahnhof (Strecke außer Betrieb) | 4,113                            | Sachsenberg-Georgenthal                     | 612 m                                       |
| | 4,173                            | Streckenende                                | 612 m                                       |

Die Schmalspurbahn Klingenthal–Sachsenberg-Georgenthal war die kürzeste und zudem einzige elektrisch betriebene sächsische Schmalspurbahn. Die im Volksmund Wilder Robert oder Elektrische genannte meterspurige Eisenbahn verband von 1916 bis 1964 Klingenthal mit Sachsenberg-Georgenthal. Sie war 4,113 Kilometer lang, zuzüglich einer 0,847 Kilometer langen Zweigstrecke zum Klingenthaler Güterbahnhof.
Eine Besonderheit der stets vom Staat betriebenen Verbindung war ihre Trassierung in der unteren Streckenhälfte im öffentlichen Straßenraum und der Einsatz nur geringfügig angepasster Straßenbahnfahrzeuge. Sie unterschied sich damit im Personenverkehr kaum von den Überlandbahnen städtischer Verkehrsbetriebe.

## Geschichte

### Ausgangslage
Bereits ab 1848 war Klingenthal durch eine Fahrpost mit Auerbach verbunden. Später war bei der Projektierung der Bahnstrecke Chemnitz–Adorf eine Trassierung über Klingenthal vorgesehen. Aus Kostengründen wurde diese letztlich aber über Schöneck geführt. Klingenthal erhielt am 24. Dezember 1875 zumindest Bahnanschluss über eine Zweigbahn von Zwota aus. Im Zuge der fortschreitenden Industrialisierung nahm in jenen Jahren insbesondere die 1829 begonnene Produktion von Musikinstrumenten in der Region einen ungeheuren Aufschwung. Das zu transportierende Warenvolumen im sogenannten „Musikwinkel“ war enorm, mehrere Millionen Mundharmonikas, hunderttausende Handharmonikas sowie viele weitere Instrumente mussten zum peripher gelegenen Klingenthaler Bahnhof gelangen, um von dort in alle Welt versendet zu werden.
Durch den 1886 erfolgten Eisenbahn-Lückenschluss zwischen Klingenthal und dem damals österreichischen Graslitz konnte fortan böhmische Kohle günstig nach Sachsen kommen und im Gegenzug die Musikinstrumente dorthin exportiert werden. Doch führte dieser Umstand zur Unzufriedenheit der örtlichen Musikindustrie, sowie dem Handel und Gewerbe, weil man auf die Güterspeditionen mit ihren Pferdefuhrwerken angewiesen war, worunter die Qualität der Produkte übermäßig litt.

### Erste Projekte
Erstmals 1893 forderten in Brunndöbra und Umgebung ansässige Fabrikanten eine Bahn von Muldenberg über Brunndöbra nach Klingenthal, um die Verkehrsverhältnisse um Klingenthal zu verbessern. Man erhoffte sich davon eine deutlich verkürzte Bahnverbindung in Richtung Zwickau, bestand doch bereits seit 1892 die Bahnstrecke Falkenstein–Muldenberg. Eine entsprechende Petition des in Untersachsenberg-Georgenthal ansässigen Sägemühlenbesitzers Friedrich August Herold, die 1277 Unterschriften umfasste, erging am 14. Oktober 1893 respektive am 16. November 1893 an die Generaldirektion der Königlich Sächsischen Staatseisenbahnen in Dresden. Diese wurde jedoch wegen der hohen Kosten abschlägig beschieden, wäre doch bei einer solchen Streckenführung die Überschreitung des etwa 750 Meter hohen Erzgebirgskammes bei Muldenberg notwendig gewesen. Bei einer Realisierung wäre die Strecke vermutlich im Brunndöbratal in Kehren aufwärts verlaufen, um dann im Bereich der heutigen Talsperre Muldenberg ebenso wieder abzufallen. Um eine deutliche Verkürzung gegenüber der bestehenden Trasse zu erreichen, hätte man allerdings enorme Steigungen in Kauf nehmen müssen. Damit wäre die Strecke nur für den Personenverkehr sinnvoll gewesen; der Güterverkehr hätte weiterhin die weniger neigungsreiche Strecke über Zwotental genutzt.
Alternativ ging 1896 eine planmäßige Güterspedition mit Pferdefuhrwerken vom Bahnhof Klingenthal über Brunndöbra nach Untersachsenberg in Betrieb. So konnten die Firmen ihre Erzeugnisse leichter zum Bahnhof in Klingenthal transportieren lassen. Vom gleichen Jahr an verbesserten Pferdekutschen des Unternehmers Hölig auch den Personenverkehr im Aschberggebiet, auch sie verbanden Klingenthal mit Untersachsenberg.
1898 schlugen die Gemeinde Untersachsenberg und einige in der Umgebung ansässige Unternehmer der Staatsbahn in einer weiteren Petition erneut den Bau einer Bahn zwischen Klingenthal und Muldenberg vor. Obwohl das Vorhaben nun auch durch die Gemeinden Klingenthal und Brunndöbra unterstützt wurde, lehnte man in der Landeshauptstadt auch dieses Begehren wegen zu hoher Kosten infolge der schwierigen Geländeverhältnisse wiederum ab.
Im Juni 1899 schalteten mehrere Interessenten im Döbratal das Königliche Finanzministerium in Dresden ein und unterstrichen damit die Dringlichkeit einer Bahnverbindung. Nach langem Hin und Her entschied das für die Finanzierung von Bahnbauten im Königreich Sachsen zuständige Ministerium, endgültig von einer solchen Verbindung Abstand zu nehmen, da „die Baukosten in keinem Verhältnis zum erwarteten Verkehrsaufkommen stehen“.

### Umplanung zur Stichbahn
Doch gab man sich mit der Absage des Finanzministeriums vor allem in Untersachsenberg nicht zufrieden. 1904 gründete sich daher unter Leitung eines Schuldirektors abermals ein Komitee, das energisch für eine zeitgemäße Erschließung des Döbratals zu kämpfen begann. Dessen Plan einer nur bis Brunndöbra oder Untersachsenberg führenden Stichbahn hatte zwar größere Aussichten auf Realisierung, doch nach den Grundsätzen der Königlich Sächsischen Staatseisenbahnen hätte eine solche kurze Strecke zwingend in Normalspur ausgeführt werden müssen, um einen teuren Umladebetrieb zu vermeiden. So war auch diesen Aktivitäten, trotz Einschaltung der Handelskammer in Plauen, kein rechter Erfolg beschieden.
Zudem erwies sich die Trassierung einer normalspurigen Strecke im engen Brunndöbratal als außerordentlich problematisch. Die Gemeinde Klingenthal lehnte etwa ein ausgearbeitetes Projekt wegen Verunstaltung des Ortsbildes ab. Dieses hätte einen Kehrtunnel unweit des Amtsgerichtes vorgesehen, daran sollte sich ein großer Viadukt von der rechten zur linken Talseite anschließen, um ein gerades Niveau der Bahn im hinteren Tal zu erreichen. Dagegen protestierte jedoch vor allem die Klingenthaler Geschäftswelt, die gravierende Umsatzeinbußen befürchtete. Das Bahnprojekt wurde anschließend in den Gemeinden weiterhin äußerst kontrovers diskutiert. Zwischenzeitlich wurde auch die Einrichtung einer gleislosen Bahn vorgeschlagen.

### Umplanung zur Schmalspurbahn
1904 entstand daher alternativ das Projekt einer Schmalspurbahn von der Gewerkschaft Klingenthal-Graslitzer Kupferbergbau zum Bahnhof Klingenthal. Zwar wurde 1906 zunächst auch dieses Vorhaben abgelehnt, dann jedoch nach Einschaltung „einflussreicher Herren“ in der „Landtagsdeputation B“ behandelt und am 11. November 1908 vom Plenum angenommen. Im Ergebnis weiterer Verhandlungen konnte schließlich nach Abschluss der 1909 stattgefundenen Vermessungsarbeiten ein Kompromiss erreicht werden, der lediglich den Bau der Strecke Klingenthal–Untersachsenberg vorsah.
Am 6. und 10. Mai 1910 bewilligten die beiden Kammern der Ständeversammlung des Königreichs Sachsen per Dekret Nummer 28 700.000 Reichsmark für den Bahnbau. Im Falle der Aufnahme des Personenverkehrs waren weitere 90.000 Reichsmark zugesichert worden. Genehmigt wurde damals zunächst die in Sachsen allgemein übliche Spurweite von 750 Millimetern, um durch geringere Radien und den Wegfall von Tunnelbauten 109.000 Reichsmark einzusparen. Die beteiligten Gemeinden protestierten zunächst vehement gegen eine Schmalspurbahn, sahen dann aber ein, dass auch ihnen dadurch im Hinblick auf die geringeren Ausgaben gedient sein würde. Da von Beginn an ein Rollbockverkehr vorgesehen war, hielten sich die Einschränkungen bei der Beförderung normalspuriger Wagen in Grenzen.
Der Bahnbau gewann dabei zunehmend an Dringlichkeit, durch das Wachstum der Industrie stieg auch die Bevölkerungszahl im Raum Klingenthal stark an. Lebten dort 1870 noch rund 7500 Menschen, so zählte man 1910 bereits 17.000 Einwohner.

### Umplanung zur elektrischen Bahn

Das bereits bestehende Elektrizitätswerk in Klingenthal, hier auf einer Postkarte aus dem Jahr 1909, versorgte später auch die Schmalspurbahn mit Strom

Für die Vorarbeiten im Zusammenhang mit dem Bahnbau wurde am 1. Juli 1910 in Klingenthal das sogenannte Neubauamt eingerichtet. Noch immer herrschte allerdings in den betroffenen Gemeinden keine Einigkeit darüber, welche Art von Bahn man haben wollte. Um die absehbaren hohen Kosten für den Bau der Trasse zu reduzieren, regten die Gemeinden Klingenthal und Brunndöbra dann für ihr Gemeindegebiet eine alternative Streckenführung im bereits vorhandenen Straßenplanum an. Um die Belästigungen für die Bewohner der durchfahrenen Straßenzüge in Grenzen zu halten, sollte die Bahn jetzt jedoch entgegen den ursprünglichen Planungen elektrisch betrieben werden. Dadurch erhoffte man sich nicht nur zusätzliche Einnahmen für das schon vorhandene gemeindeeigene Elektrizitätswerk in Klingenthal, sondern rechnete auch mit geringeren Grunderwerbskosten. Der sächsische Landtag forderte dabei die kostenlose Grundabtretung für die Bahn, gegen die sich manche Anlieger erfolglos wehrten.
Ähnliche – als Elektrische Lokalbahn erbaute – Strecken waren vor allem im benachbarten Österreich schon in größerer Zahl errichtet worden. Aber auch im Deutschen Reich bestanden seinerzeit schon Erfahrungen mit Eisenbahnen, die eine Elektrifizierung mit Gleichstrom niedriger Spannung erhalten hatten. Nicht zuletzt hatten die Königlich Sächsischen Staatseisenbahnen im damaligen Deuben 1906 die ebenfalls meterspurige und elektrisch betriebene Staatliche Güterbahn Deuben errichtet, sie war allerdings als Straßenbahn konzessioniert und die Betriebsführung oblag der Städtischen Straßenbahn Dresden.
Der Schwerpunkt der Arbeiten des Neubauamts lag beim weiteren Vermessen der Strecke, der Planung der Hochbauten und der Anforderung der Betriebsmittel und des technischen Bedarfs. Eine der ersten Aufstellungen befasste sich mit der Festlegung des Bedarfs an elektrischen Betriebsmitteln und dem Rollmaterial. Aufgrund langer Lieferfristen bei elektrischen Fahrzeugen war eine frühzeitige Auftragsvergabe dringend erforderlich. Nach der Auswertung und dem Vergleich verschiedener Angebote zeigten die Königlich Sächsischen Staatseisenbahnen dem Finanzministerium zwei elektrische Güterzuglokomotiven, sieben geschlossene vierachsige Güterwagen, 17 vierachsige Rollwagen, zwei elektrische Triebwagen und zwei elektrische Beiwagen als Rollmaterialbedarf für die Erstausstattung der Bahn an.

### Umplanung der Spurweite
Im Zuge der Detailplanungen für die elektrische Bahn stellte sich heraus, dass wegen der starken Steigungen im öffentlichen Straßenraum recht starke Elektromotoren in den Fahrzeugen nötig waren. Diese wären jedoch in Fahrzeugen mit einer Spurweite von 750 Millimetern nicht unterzubringen gewesen. Daraufhin schlug das Neubauamt alternativ den Bau einer meterspurigen Bahn nach dem Vorbild der von Reichenbach ausgehenden Rollbockbahn vor, die seit 1902 in Betrieb war. Entsprechend dem Stand der Technik war nun jedoch ein Güterverkehr mit Rollwagen statt Rollböcken vorgesehen. Für den Reisezugverkehr sollten Triebwagen beschafft werden.
Die nun erforderliche Neubearbeitung des Projekts verzögerte den Bahnbau allerdings wiederholt, erst im Verlaufe des Jahres 1912 nahm das nun fast 20 Jahre in Rede stehende Projekt endgültige Konturen an. Im Juni 1912 verständigte die Generaldirektion der Königlich Sächsischen Staatseisenbahnen das Dresdner Finanzministerium über das veränderte Bauvorhaben, auch der sächsische Landtag stimmte den veränderten Plänen zu.

### Baubeginn
Am 2. Februar 1913 wurde die Enteignung des für den Bahnbau benötigten Landes im Klingenthaler Amtsblatt bekanntgegeben, diese begann schließlich im Frühjahr 1913. Betroffen waren insgesamt zehn Grundstücke in Klingenthal, 88 in Brunndöbra und 164 in Untersachsenberg. Zum 5. Februar 1913 folgte die sächsische Verordnung über den Bau- und Betrieb der elektrisch betriebenen Sekundärbahn Klingenthal – Untersachsenberg, am 9. April 1913 stimmte auch die Amtshauptmannschaft Auerbach der geplanten Streckenführung zu.
Die Erdbauarbeiten begannen offiziell am 1. Juli 1913 zeitgleich an beiden Endbahnhöfen, alle Hochbauten wurden ebenfalls begonnen. Das Erdmaterial für den größeren Damm kurz vor dem Endbahnhof, auf dem die Strecke von der linken auf die rechte Talseite wechselte, stammte von den Planierarbeiten des Bahnhofsareals Untersachsenberg-Georgenthal. Wegen der vereinfachten Streckenführung – die nun weitgehend ohne größere Ingenieurbauwerke auskam – war als Fertigstellungstermin der 1. Juli 1914 vorgesehen. Das Unternehmen O. Trommer aus Schönheide hatte den Auftrag für die Herstellung der Strecke erhalten. Bis in den November 1913 kam der Bau gut voran, dann unterbrach ein harter, schneereicher Winter die Arbeiten. Außerdem verzögerten die überdurchschnittlichen Aufwendungen zur Herrichtung der Trasse das Projekt beträchtlich. Erst nach dem Abschmelzen der bis zu 3,50 Meter hohen Schneedecke konnten die Bauarbeiten im April 1914 fortgesetzt werden.

### Verzögerungen durch den Ersten Weltkrieg

Werksaufnahme einer der beiden 1914 gelieferten Elektrolokomotiven, die bedingt durch die Bauverzögerungen erst drei Jahre später in Betrieb gingen

Als am 1. August 1914 der Erste Weltkrieg begann, war die Strecke in wesentlichen Teilen fertiggestellt. Bereits Ende 1914 war auch der größte Teil der Gleisanlagen vollendet. Da die meisten Arbeiter nun zum Militär einberufen wurden, kamen die weiteren Arbeiten jedoch weitgehend zum Erliegen. Der Streckenbau lief nur langsam weiter. So standen 1915 durchschnittlich nur 61 Arbeiter für den Streckenbau zur Verfügung, zu wenig um die Anlage zügig fertigzustellen. Außerdem stockten die Materialzulieferungen. So fehlten etwa die aus Böhmen zugelieferten Pflastersteine, die für die Herstellung der Straßendecke in Klingenthal dringend benötigt wurden. Völlig ungewiss war in dem Zusammenhang auch, wann die Heeresverwaltung das benötigte Kupfer für die Fahrleitung freigeben würde. Zum Vergleich: Auf den wenigen bereits elektrifizierten schlesischen Strecken wurden 1914 die Kupferdrähte durch solche aus Eisen ersetzt.
Im Jahr 1915 wurden noch die Oberleitungsmasten aufgestellt, bevor kriegsbedingt im September desselben Jahres die Bauarbeiten ganz eingestellt werden mussten. Das Neubauamt wurde daraufhin am 30. September 1915 aufgelöst.
Bereits im Juli 1914 lieferte die Sächsische Maschinenfabrik in Chemnitz die beiden bestellten Elektrolokomotiven aus. Sie wurden zunächst im Lokomotivschuppen abgestellt.

### Provisorische Eröffnung mit Dampflokomotiven

Die Dampflokomotive I M 253 im Herbst 1916 im Güterbahnhof Klingenthal, die Tragseile für die Oberleitung hängen bereits

Während des Krieges drängten die Anliegergemeinden mehr denn je auf eine Eröffnung der Bahn, hatten sich doch die Transportprobleme in Klingenthal auf ungeahnte Weise verschärft: Zum Beginn des Krieges waren viele Zugtiere für den Kriegseinsatz beschlagnahmt wurden, so dass für den Gütertransport nur einige wenige Fuhrwerke zur Verfügung standen. Aus der Not heraus wandte sich daher Mitte Juli 1916 das sächsische Finanzministerium an das zuständige Kriegsministerium mit der Bitte, zwei Dampflokomotiven beziehungsweise benzol- oder benzinbetriebene Lokomotiven aus Belgien für den provisorischen Einsatz in Klingenthal bereitzustellen.
Alternativ setzten die Königlich Sächsischen Staatseisenbahnen zunächst eine Lokomotive der Gattung I M der Rollbockbahn nach Klingenthal um. Sie traf am 14. August 1916, direkt aus der Werkstätte in Werdau kommend, in Klingenthal ein. Am 21. August 1916 wurden mit dieser Maschine erste Probefahrten zur Überprüfung der Gleislage durchgeführt. Am gleichen Tag gab die Heeresverwaltung auch 11,2 Tonnen Altkupfer für die Fahrleitung frei.
Erst später stellte die Heeresverwaltung eine in Frankreich erbeutete Dampflokomotive bereit. Anderen Quellen zufolge stammte diese tatsächlich wie geplant aus Belgien, ihre Herstellerangaben sind jedoch nicht überliefert. Die Maschine zog am 4. Oktober 1916 im Rahmen einer Probefahrt einen mit Kohle beladenen Güterwagen nach Untersachsenberg-Georgenthal.
Am 28. Oktober 1916 konnte schließlich der öffentliche Güterverkehr auf der Gesamtstrecke aufgenommen werden. Zum Einsatz kam jedoch ausschließlich die I M, da sich die Beutelokomotive als unbrauchbar erwies. In der Folge stockte der Betrieb wegen Schäden an der einzigen einsetzbaren Lokomotive mehrfach.

### Aufnahme des elektrischen Betriebs und des Personenverkehrs

Ein Dreiwagenzug im Sommer 1917 auf dem Weg nach Untersachsenberg-Georgenthal an der Kreuzung Auerbacher Straße / Talstraße / Schloßstraße in Klingenthal.

Im Herbst 1916 begannen die Siemens-Schuckertwerke mit der Montage der Fahrleitung. Zum Zeitpunkt der provisorischen Streckeneröffnung mit Dampflokomotiven am 28. Oktober 1916 liefen diese Arbeiten bereits auf Hochtouren, dazu gehörte auch der Bau eines Unterwerks in Untersachsenberg-Georgenthal. Am 17. Januar 1917 war auch das Klingenthaler Kraftwerk nach der Erweiterung betriebsbereit. Ein strenger Winter führte jedoch erneut zu Verzögerungen im Bauablauf. Erst am 16. April 1917 waren die elektrischen Anlagen fertiggestellt.
Erste Probefahrten fanden zunächst mit den Personentriebwagen statt, ab dem 20. April 1917 verkehrten auch erste Güterzüge mit den elektrischen Lokomotiven. Im Beisein zahlreicher hoher Beamter und geladener Gäste fand schließlich am 4. Mai 1917 die technische Abnahme sowie eine offizielle Präsentationsfahrt mit den Personentriebwagen statt. Die Kosten für den gesamten Bahnbau und die Betriebsmittel beliefen sich letztlich auf 1.116.000 Mark. Diese entgegen der ursprünglich veranschlagten besonders durch ständig steigende Materialkosten höher ausgefallene Summe musste durch Nachtragshaushalte in den Jahren 1914/15 und 1916/17 sowie von den beteiligten Gemeinden aufgebracht werden.
Am 14. Mai 1917 nahm die Schmalspurbahn den fahrplanmäßigen elektrischen Betrieb auf. Sie war damit, abgesehen vom kurzlebigen elektrischen Betrieb auf der Bahnstrecke Trebnitz–Leipzig und dem Leipziger Güterring im Jahr 1914, die erste elektrifizierte sächsische Eisenbahn. Die Klingenthaler Bahn blieb zugleich die einzige elektrifizierte Strecke der Königlich Sächsischen Staatseisenbahnen, bis diese 1920 in den Reichseisenbahnen aufgingen. Von einer offiziellen Eröffnungsfeier wurde wegen des Kriegszustandes abgesehen. Der erste Fahrplan sah wochentags im Personenverkehr sechs und im Güterverkehr zwei tägliche Zugpaare vor.
Die neue Strecke war anfangs der Betriebsdirektion Zwickau, dem Bauamt Oelsnitz/Vogtl., dem Werkstättenamt Zwickau, dem Elektrotechnischen Amt Chemnitz und dem Maschinenamt Zwickau zugewiesen. Für die Bekleidung des Personals war der Bezirksschneider Wolle in Plauen verantwortlich. Der Bahnhof Untersachsenberg-Georgenthal war als einziger mit einem Stationsaufseher und dem erforderlichen Personal besetzt, während in Klingenthal Nord und Brunndöbra Güterbahnhof nur Güteragenten vorgesehen und alle übrigen Stationen unbesetzt waren. Die Aufsicht über alle Verkehrsstellen der neuen Strecke führte der Bahnhof Klingenthal. Die Beförderungsbedingungen waren in einem besonderen Tarif für die Beförderung von Personen, Reisegepäck, Hunden, Expreßgut und Gütern auf der elektrischen Schmalspurbahn Klingenthal–Untersachsenberg-Georgenthal enthalten. Für eine Fahrt über die Gesamtstrecke waren 20 Pfennig zu entrichten, hinzu kamen Teilstreckenabschnitte, die für zehn oder fünfzehn Pfennig benutzt werden konnten.

### Die ersten zwei Jahrzehnte

Fahrplan der Strecke 141 h im Kursbuch vom Sommer 1939

Vom ersten Betriebstag an erfüllte die neue Bahn die Erwartungen. Jedoch hielt sich der erhoffte Güterverkehr von Anfang an in Grenzen, während sich der Personenverkehr in einem ursprünglich nie erwarteten Ausmaß entwickelte. Durch die Bahn nahm der Fremdenverkehr im Döbratal erheblich zu und auch der Arbeiterverkehr profitierte von dem neuen Verkehrsmittel. Schon nach kurzer Zeit waren die Züge oftmals derartig überfüllt, dass Zusatzfahrten eingelegt werden mussten. Der Feiertagsverkehr zu Pfingsten 1917 geriet zu einer ersten Bewährungsprobe für die Bahn. Einzelne Züge – wie der Vier-Uhr-Nachmittagszug am 10. Juni 1917 – brachten allein bis zu 300 Reisende nach Untersachsenberg-Georgenthal.
Die große Nachfrage führte schließlich schon bald nach Eröffnung zur nachträglichen Einrichtung von zwei zusätzlichen Zwischenstationen. Neunter Zwischenhalt wurde der am 20. Dezember 1917 eröffnete Haltepunkt Untersachsenberg-Bärenloch, bevor am 20. Juli 1920 mit dem Haltepunkt Untersachsenberg-Glaßentrempel noch ein zehnter Zwischenhalt folgte. Der mittlere Stationsabstand reduzierte sich somit von anfänglich 457 Meter über 411 Meter auf fortan nur noch 374 Meter.
Aufgrund der hohen Auslastung wurde zunächst auch keine Bahnpost mit den Zügen befördert. Gemäß den Postleitheften verabredete das Postamt Klingenthal dann aber in der Notzeit am Ende des Ersten Weltkrieges, spätestens ab Frühjahr 1918, einen Kartenschluß für Postsendungen jeder Art durch Vermittlung des Bahnpersonals in beiden Richtungen. Dies galt bis 1919. Nach 1920 waren es dann ausschließlich gewöhnliche und eingeschriebene Briefsendungen ein- bis zweimal täglich. In den 1930er Jahren bis mindestens 1950 nahmen die Züge schließlich nur noch einmal werktäglich Briefe und Zeitungen mit. Im Güterverkehr war die Bahn vor allem für den Transport von Kohle bedeutsam, die ausschließlich aus dem Falkenauer Becken in Böhmen bezogen wurde. Daneben wurden auch Baustoffe und Stückgut befördert.
Nur vier Jahre nach der Betriebsaufnahme gingen die Sächsischen Staatseisenbahnen, so die seit November 1918 gültige Bezeichnung, zum 1. April 1920 in der neugegründeten Deutschen Reichsbahn auf. Die Strecke gehörte fortan zur Reichsbahndirektion Dresden.
Infolge der 1929 erfolgten Zusammenlegung von Obersachsenberg und Untersachsenberg zur neuen Gemeinde Sachsenberg erhielten die drei Stationen auf Untersachsenberger Gemarkung zum 6. Oktober 1929 jeweils eine neue Bezeichnung:
- Untersachsenberg-Glaßentrempel: Sachsenberg-Glaßentrempel
- Untersachsenberg-Bärenloch: Sachsenberg-Bärenloch
- Untersachsenberg-Georgenthal: Sachsenberg-Georgenthal

Letztlich verloren die beiden erstgenannten Stationen ihren Ortszusatz zum 4. Oktober 1936 gänzlich und hießen fortan nur noch Glaßentrempel und Bärenloch. Die 1929 erfolgte Umbenennung des Endbahnhofs hatte auch eine Änderung der Abkürzung im sächsischen Streckenbezeichnungsschema zur Folge. Statt des zur Eröffnung eingeführten Kürzels KUG für Klingenthal–Untersachsenberg-Georgenthal wurde ab 1933 das Kürzel KSG für Klingenthal–Sachsenberg-Georgenthal verwendet. Die Zweigstrecke zum Klingenthaler Güterbahnhof behielt dagegen während der gesamten Betriebszeit das Kürzel KUGG. Das zusätzliche G stand dabei für Güterzuggleis.
Angesichts der zunehmenden Konkurrenz durch den Straßenverkehr – seit 1922 war Klingenthal auch an Überlandbuslinien angebunden – wurde der Fahrplan ab 1925 allmählich verdichtet. Ab 1933 wies der Fahrplan insgesamt 15 Zugpaare aus, von denen 13 täglich verkehrten. Angesichts des weiter zunehmenden Ausflugsverkehrs gelangte die Bahn nunmehr an die Leistungsgrenze, zumal zusätzlich zu den Reisezügen auch der Güterverkehr abgewickelt werden musste.
Im Jahr 1937 führte die Deutsche Reichsbahn zwecks Personaleinsparung den vereinfachten Nebenbahndienst ein, weshalb an Stelle von Einfahrsignalen Trapeztafeln anzutreffen waren. An der Strecke befanden sich zudem Pfeiftafeln und Langsamfahrsignale. Der für den Betrieb der Schmalspurbahn zuständige Fahrdienstleiter hatte seinen Dienstort im Bahnhof Klingenthal. 1939 verkehrten 15 Zugpaare, davon zwei nur werktags und zwei nur sonntags. Die Reisezeit betrug damals 19 bis 20 Minuten talwärts und 20 bis 21 Minuten bergwärts.

### Im Zweiten Weltkrieg

Fahrplan der Strecke 171 p im Kursbuch von 1944, es gilt der eingeschränkte Kriegsfahrplan mit nur noch acht statt zehn Zwischenhalten und gestreckten Fahrzeiten

Zu ersten Einschränkungen im Bahnbetrieb kam es schon unmittelbar zu Beginn des Krieges. Das Zugpaar nach Mitternacht entfiel, Betriebsschluss war schon um 21:57 Uhr, während im letzten Vorkriegsfahrplan noch bis 1:18 Uhr nachts gefahren wurde. Als Ersatz für zur Wehrmacht eingezogenes Personal versahen auch Frauen den Zugbegleitdienst. Um Energie zu sparen, wurden ab 1. August 1943 zwei Haltepunkte aufgelassen sowie die Fahrzeiten bergwärts auf 23 und talwärts auf 22 Minuten verlängert. Dadurch reduzierte sich die mittlere Reisegeschwindigkeit auf 10,7 km/h bergwärts beziehungsweise 11,2 km/h talwärts. Ab 1944 galt außerdem die bei Straßenbahnen übliche Verordnung des Fahrens auf Sicht, ohne jedoch die Forderungen der BOS einzuschränken. Nunmehr war es auch möglich, dass zwei Züge im Sichtabstand hintereinander fahren konnten, das heißt im sogenannten Folgezugbetrieb. Die zulässige Höchstgeschwindigkeit betrug 15 km/h, die bei entsprechender Streckensicht auch überschritten werden durfte.
Gegen Ende des Zweiten Weltkrieges wurde der Bahnhof Klingenthal durch die United States Air Force bombardiert. Die Zerstörungen betrafen vor allem die normalspurigen Anlagen, nur ein schmalspuriger Triebwagen erlitt Schäden am Wagenkasten.

### Nach dem Zweiten Weltkrieg
Schwierig gestaltete sich der Betrieb unmittelbar nach dem Zweiten Weltkrieg, insbesondere weil sowohl die Gleisanlagen als auch die Betriebsmittel während des Krieges stark beansprucht worden waren. Die Instandhaltung beschränkte sich in dieser Zeit nur auf dringend notwendige Arbeiten. Oftmals war wegen fehlender Ersatzteile nur ein einziger Triebwagen betriebsfähig. Dazu kamen häufige Stromausfälle, die den Verkehr zum Erliegen brachten. Im Fahrplan 1946 sind darum nur sieben Zugpaare verzeichnet, die Betriebszeit lag zwischen 7:00 und 21:00 Uhr.
Ab dem Sommerfahrplan 1950 normalisierte sich der Verkehr auf der Schmalspurbahn wieder. Der Fahrplan sah werktags insgesamt 17 Zugpaare vor. Zwischen 5:00 und 23:00 Uhr verkehrte etwa stündlich ein Zug. Ein eingeschränktes Angebot mit zehn Zugpaaren galt an den Wochenenden.
Im Jahre 1950 wurden die Gemeinden Brunndöbra und Sachsenberg-Georgenthal nach Klingenthal eingemeindet, fortan befand sich die gesamte Bahnstrecke im Stadtgebiet von Klingenthal. Nicht zuletzt deshalb wird oft auch vereinfacht von der Klingenthaler Schmalspurbahn oder der Schmalspurbahn Klingenthal gesprochen. Auf die Stationsbezeichnungen hatte dies keine Auswirkungen, sie behielten ihre alten Bezeichnungen.

### Modernisierung und Niedergang

Sommerfahrplan 1962

In den 1950er Jahren war der Fuhrpark der Schmalspurbahn, für den ab 1953 das Bahnbetriebswagenwerk Zwickau zuständig war, soweit überaltert, dass eine Erneuerung der Fahrzeuge unausweichlich wurde. Da eine Neuentwicklung aus Kostengründen ausschied, beschaffte die Deutsche Reichsbahn 1956 zwei neue Zweiwagenzüge vom VEB Waggonbau Gotha. Als Voraussetzung für deren Einsatz wurde 1955/1956 ein neues Gleichrichterwerk in der Nähe des Haltepunktes Glaßentrempel errichtet, wo sich fortan auch die neue, zusätzliche Einspeisestelle befand. Die Nennspannung wurde damals von 650 auf 600 Volt Gleichstrom reduziert. Zuvor entstand bereits Anfang der 1950er Jahre in Brunndöbra eine zusätzliche Umformerstation, um den Betrieb zu stabilisieren. 1957 wurden mit 17 regulären Zugpaaren und vier zusätzlichen Zugpaaren in den Hauptverkehrszeiten 1,5 Millionen Fahrgäste befördert.
Mit dem Bau der Großen Aschbergschanze im Jahr 1958 erhielt Klingenthal eine neue touristische Attraktion. Sie befand sich nur zehn Gehminuten vom Endbahnhof Sachsenberg-Georgenthal entfernt. Für den erwarteten Besucherverkehr beschaffte die Deutsche Reichsbahn weitere neue Fahrzeuge. Eine erste Bewährungsprobe für die Bahn war deren Einweihung im Januar 1959. Mehr als 70.000 Zuschauer reisten damals zu den Wettkämpfen an. Ebenfalls 1958 bekam zudem der VEB Klingenthaler Harmonikawerke ein 30 Meter langes Anschlussgleis im Bereich der nur vom Güterverkehr genutzten KUGG-Strecke. Es diente der Kohlezufuhr zur Heizanlage, hierzu transportierte man aufgebockte Normalspurgüterwagen von der etwa 300 Meter entfernten Rollwagenanlage dorthin. Mittels Kran wurde das Gut in den jenseits der Zwota gelegenen Kohlebunker befördert.
Enorme Probleme bereiteten in den 1950er Jahren die erheblich verschlissenen Gleise und die ebenso abgenutzte Oberleitung. Vor allem die Leitschienen des Straßenbahnoberbaus im Straßenpflaster waren stark abgenutzt. Zunächst war die Ursache dafür völlig ungeklärt. Erst weitere Untersuchungen lokalisierten das Problem im ungenügenden Zusammenspiel des Straßenbahngleises mit den nach der Eisenbahn-Bau- und Betriebsordnung für Schmalspurbahnen profilierten Radsätzen. Wegen fehlender Rillenschienen war allerdings die Auswechselung der verschlissenen Abschnitte zunächst nicht möglich, ein Meter Gleiserneuerung kostete seinerzeit 180 Mark.
Erst 1958, nachdem Importschienen aus der Sowjetunion zur Verfügung standen, gelang es endlich 360 Meter Rillenschienen zu beschaffen, um die schlechtesten Gleisabschnitte im Klingenthaler Stadtgebiet instand zu setzen. Nach dem Abbruch des ehemaligen Hotels „Deutscher Kaiser“ gegenüber der Einmündung der Graßlitzer Straße in die Markneukirchner Straße/Leninstraße (letztere bis nach 1945 und seit 1990 wieder Auerbacher Straße) konnte schließlich 1960 die unübersichtliche Streckenführung in diesem Bereich durch Beseitigung des zweimaligen Seitenwechsels korrigiert werden. Damals wurde der circa 150 Meter lange Streckenabschnitt zwischen der Weiche 104 und dem heutigen Kreisverkehr von der rechten auf die linke Straßenseite verlegt, insgesamt wurden 315 Meter neue Rillenschienen eingebaut.
Erst im Laufe des Jahres 1961 standen auch für den restlichen Abschnitt im Straßenraum neue Schienen zur Verfügung, die allerdings nicht mehr eingebaut wurden. Obwohl das Gleismaterial bereits in Klingenthal eingetroffen war, wurden die Arbeiten bis auf einige Weichenauswechslungen im Laufe des Jahres 1961 gestoppt. Fortan beseitigte man nur noch Gefahrenstellen, um die Betriebssicherheit zu gewährleisten. Dazu gehörten vor allem Arbeiten an der Pflasterung im Gleisbereich.
Aber auch der in der Nachkriegszeit stetig zunehmende motorisierte Individualverkehr erschwerte den Bahnbetrieb im Bereich der Klingenthaler Ortsdurchfahrt, die mittlerweile Teil der Fernverkehrsstraße 283 geworden war. Dort wurde die Bahn zunehmend als Verkehrshindernis empfunden, denn infolge des auf der Seite verlegten Schienenstranges kamen die südlich fahrenden Straßenverkehrsteilnehmer den in Richtung Sachsenberg-Georgenthal fahrenden Zügen frontal entgegen. Von Seiten der Verkehrspolizei wurde deshalb die Einstellung des Betriebs gefordert. Exemplarisch war ein Vorfall am 16. Oktober 1959: Ein Stück ausgebrochene Leitschiene bohrte sich in den Unterboden eines Personenkraftwagens. Die Mitbenutzung des Gleiskörpers durch den Straßenverkehr sorgte zusätzlich für dessen Verschleiß.
Zweiradfahrer stürzten infolge der schlechten Bahnanlagen, und der notwendige Freiraum der Gleise verleitete zu ordnungswidrigem Halten, Parken und Überholen. Die Oberbaumängel zwangen zu einer Herabsetzung der zulässigen Höchstgeschwindigkeit auf fünf Kilometer in der Stunde, doch mit Schrittgeschwindigkeit war der Betrieb nicht zu bewältigen.

### Aufgabe des Güterverkehrs
Erstmals deuteten während einer am 1. Juli 1958 in Klingenthal stattgefundenen Versammlung Vertreter des zuständigen Rates des Kreises Klingenthal der Deutschen Reichsbahn an, den Güterverkehr künftig dem VEB Güterkraftverkehr zu übergeben. Gleiches galt langfristig für den Personenverkehr, um die immer wieder zu Unfällen führenden Gleisanlagen im Klingenthaler Stadtgebiet letztendlich entfernen zu können. Daraufhin stellte die Deutsche Reichsbahn am 1. Januar 1959 den Güterversand von den Tarifbahnhöfen der Schmalspurbahn ein. Am 1. Juli 1960 ging auch der Stückgutverkehr zum Wagenladungsknoten Klingenthal über. Eingehende Ladungen wurden jedoch nach wie vor zugestellt. Obwohl der Restgüterverkehr durch den Rollwagenbetrieb recht effektiv gestaltet werden konnte, war er defizitär. So wurden 1962 noch rund 16.000 Tonnen Güter im Ladungsverkehr transportiert. Im Einzelnen waren dies 886 Güterwagen, davon 756 mit Kohle. Hierbei entstanden Verluste von 70.000 Mark. So drang die Deutsche Reichsbahn auf die baldige Aufgabe des Güterverkehrs, dieser wurde schließlich ab dem 9. April 1963 ganz aufgegeben.

### Aufgabe des Personenverkehrs
Heftige Kontroversen gab es um die Zukunft des Personenverkehrs, zum Zeitpunkt der Einstellung des Güterverkehrs beschäftigten sich die „örtlichen Organe“ bereits intensiv mit der Einstellung. Nach wie vor waren die Züge stark frequentiert. Ab dem 16. Juli 1962 führte die Deutsche Reichsbahn für Schichtarbeiter werktags sogar noch eine zusätzliche Nachtverbindung um 23:35 Uhr ab Klingenthal beziehungsweise um 0:05 ab Sachsenberg-Georgenthal ein. Täglich verkehrten nunmehr an Werktagen 19 und sonntags 23 Zugpaare. Monatlich wurden 90.000 Personen befördert. Der Anteil von Zeitkarten an den im Jahr 1962 verkauften 471.040 Fahrkarten betrug etwa 30 Prozent. Zum Vergleich hierzu wurden 1936 lediglich 234.012 Fahrkarten verkauft.
Hauptsächlicher Kritikpunkt bei einer Stilllegung waren die höheren Tarife des Kraftverkehrs. Die Bahn verlangte 1962 für eine Arbeiterwochenkarte auf einer Teilstrecke nur 70 Pfennig und auf der Gesamtstrecke 90 Pfennig, nach einem Verkehrsträgerwechsel hätte letztere dann 2,50 Mark gekostet. Vergleichsweise teuer war hingegen eine Einzelfahrkarte zum damaligen Eisenbahn-Kilometertarif von acht Pfennig je Kilometer, wobei für die Gesamtstrecke 40 Pfennig zu entrichten waren. Hierüber wunderten sich insbesondere Auswärtige, weil eine Straßenbahnfahrt in einer Großstadt wie Plauen seinerzeit nur 20 Pfennig kostete.
Noch im Verlauf des Jahres 1963 fanden im Zusammenwirken mit dem Klingenthaler Rat der Stadt, der Deutschen Reichsbahn und dem VEB Kraftverkehr Rodewisch neuerliche Untersuchungen über die Wirtschaftlichkeit der Schmalspurbahn statt. In deren Ergebnis wurde entschieden, die Bahn baldmöglichst ganz stillzulegen, da 1962 allein im Personenverkehr Verluste von 24.000 Mark entstanden waren. Die Einstellung des Personenverkehrs, und damit die Streckenstilllegung, war danach schon für den 31. Dezember 1963 vorgesehen. Allerdings versagte der Rat der Stadt zunächst die dafür nötige Zustimmung. Erst als im März 1964 die für einen Verkehrsträgerwechsel nötigen Omnibusse bereitgestellt waren, wurde die Stilllegung für Anfang April 1964 angekündigt. Die letzte Fahrt sollte ursprünglich am 31. März 1964 stattfinden.
Letzter planmäßiger Betriebstag der Bahn war schließlich Samstag, der 4. April 1964. Als letzter Zug verkehrte noch einmal der ehemals österreichische ET 198 02. Am nächsten Tag fuhr ein letzter Sonderzug mit einer der beiden Güterlokomotiven, um alle Einrichtungsgegenstände der Diensträume abzutransportieren.

### Schienenersatzverkehr
Offiziell wurde der Verkehr ab dem 5. April 1964 zunächst im Schienenersatzverkehr erbracht, auch im Jahr 1965 war die entsprechende Fahrplantabelle deshalb noch im Kursbuch der Deutschen Reichsbahn enthalten. Zum Einsatz kamen anfangs zwei fabrikneue Ikarus-66-Omnibusse im Auftrag der Deutschen Reichsbahn, die von Schaffnern der Deutschen Reichsbahn begleitet wurden. In Richtung Sachsenberg-Georgenthal betrug die Fahrzeit des Schienenersatzverkehrs, bei einer Reduzierung der Zwischenhaltestellen von neun auf sechs, nur noch 15 Minuten, während die Züge zuletzt 22 Minuten benötigten. In umgekehrter Richtung verlängerte sich die Fahrstrecke durch die Linienführung im Zuge der Brückenstraße auf fünf Kilometer mit einer Fahrzeit von 18 Minuten. Die Anzahl der Fahrten und die Abfahrtszeiten von den Endpunkten blieben unverändert.
Der Schienenersatzverkehr wurde zunächst im Auftrag des VEB Kraftverkehr Rodewisch von einem Subunternehmen erbracht, dem halbstaatlichen Omnibusbetrieb Ewald Schlott KG aus Klingenthal. Dies lief jedoch nicht ohne anfängliche Schwierigkeiten ab. Später übernahm dann der VEB Kraftverkehr Rodewisch selbst den Omnibusbetrieb, wobei 1985 drei Linien mit den Bezeichnungen T-48, T-49 und T-50 verkehrten, die zusammen jährlich 1,5 Millionen Fahrgäste beförderten. Im Laufe der Jahre kamen außerdem Streckenerweiterungen in das Neubaugebiet An der Huth (Juni 1985) sowie in den Ortsteil Aschberg hinzu. Nach der Wende blieb schließlich nur noch die Linie T-48 übrig, die heute als Linie A vom privaten Busunternehmen Herold’s Reisen aus Klingenthal betrieben wird und in den Verkehrsverbund Vogtland (VVV) integriert ist.

### Stilllegung und Rückbau

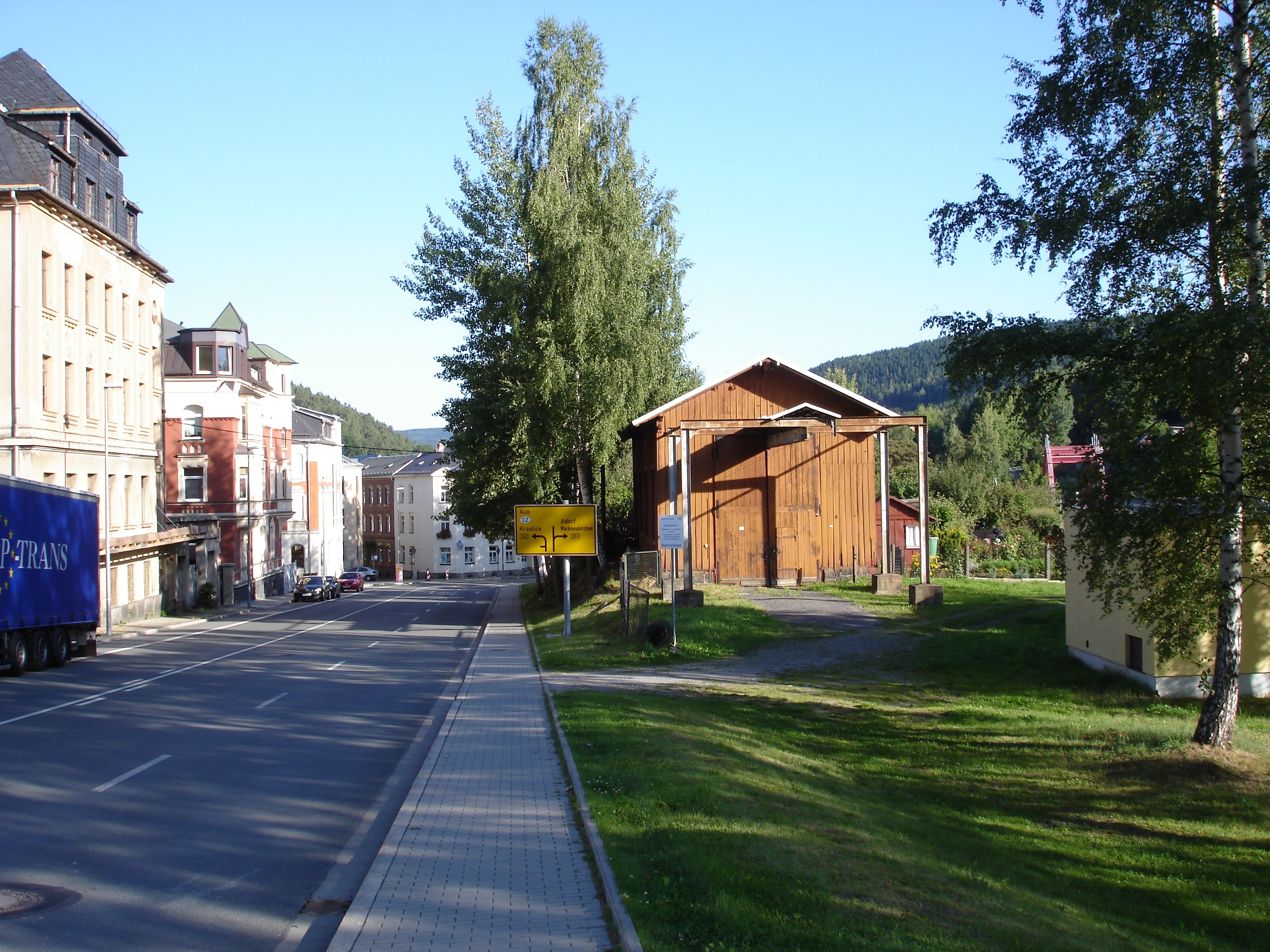
In der Klingenthaler Bahnhofstraße dient die ehemalige Bahntrasse bis zur Einmündung der Schloßstraße heute als Fußweg

Am 28. September 1965 wurde die Entwidmung der Strecke durch die Reichsbahndirektion Dresden offiziell beim Ministerium für Verkehrswesen beantragt. Erst vier Monate später – am 7. Januar 1966 – wurde der Verkehrsträgerwechsel rückwirkend zum 4. April 1964 genehmigt. Nach einer anderen Quelle erfolgte die offizielle Übernahme der Verkehrsleistungen durch den VEB Kraftverkehr Rodewisch erst am 4. April 1965.
Bereits am 21. April 1964 wurde mit dem Abbau der Bahnanlagen im Endbahnhof begonnen, um dort den erforderlichen Platz für die benötigte Omnibus-Wendeschleife zu erhalten. Die anschließende Demontage der Fahrleitung und des offenen Oberbaues mit Vignolschienen oblag der Bahnmeisterei Adorf und zog sich bis in den Herbst 1966 hin, die im Straßenpflaster liegenden Gleisanlagen blieben allerdings wegen des zu großen Aufwandes vom Rückbau ausgenommen. Im Mai 1967 wurde die Demontage im Bahnhof Klingenthal abgeschlossen, auch der dortige Triebwagenschuppen wurde 1967 abgerissen.
In der Klingenthaler Ortsdurchfahrt erinnert heute nichts mehr an die frühere Strecke, zum Teil liegen die Rillenschienen aber noch heute unter dem 1967 aufgetragenen Straßenbelag. Sie sind nicht mehr erkennbar, kommen allerdings immer wieder bei Straßenbauarbeiten zum Vorschein. So nutzte etwa 1997 der Traditionsverein Rollbockbahn e. V. eine solche Gelegenheit, um etwa 100 Meter Gleis zu bergen und zum Museumsbahnhof Oberheinsdorf zu bringen. Auf dem dort aufgebauten Gleis präsentiert der Verein seine Fahrzeuge.
Zwischen der Kreuzung mit der Auerbacher Straße – der heutigen Bundesstraße 283 – und dem Krummen Weg wird die ehemalige Bahnstrecke seit 1997 auf einer Länge von knapp einem Kilometer als kombinierter Rad- und Fußweg genutzt. Auch die zehn Meter lange Stahlträgerbrücke über die Steindöbra – das einzige nennenswerte Kunstbauwerk der Bahn – ist Bestandteil dieses Wegs, sie wurde hierzu erneuert. Vereinzelt findet man beim ehemaligen Güterbahnhof Brunndöbra und beim Haltepunkt Brunndöbra Mittelberg ferner noch Fundamente der Oberleitungsmasten.

### Die Planung eines Lokomotivdenkmales
Auf Initiative des Kreisdenkmalpflegers Friedrich Jaeger wurde die 1963 ausgemusterte Lokomotive 99 162 der Rollbockbahn im März 1964 unter Denkmalschutz gestellt und nach Klingenthal gebracht. Dort wurde sie 1965 provisorisch im ehemaligen Triebwagenschuppen am Personenbahnhof hinterstellt. Sie sollte ursprünglich als Technisches Denkmal am Bahnhof aufgestellt werden, um dort an den in den Jahren 1916 bis 1917 erfolgten Leiheinsatz ihrer baugleichen Schwestermaschine zu erinnern. Allerdings gelang es in der Folge nicht, die Unterstützung der zuständigen Klingenthaler Stadtverwaltung für das Vorhaben „Lokomotivdenkmal“ zu erhalten. Am 18. Januar 1967 entschied sich der Rat der Stadt schließlich gegen eine weitere Erhaltung vor Ort. Daraufhin übernahm das Verkehrsmuseum Dresden das Fahrzeug als Museumslokomotive. Am 25. Juli 1968 wurde die Lokomotive wieder aus Klingenthal abtransportiert und zur museumsgerechten Aufarbeitung ins Reichsbahnausbesserungswerk Görlitz-Schlauroth gebracht. Heute befindet sie sich die 1970/71 annähernd in den Ursprungszustand zurückversetzte Lok im Museumsbahnhof Oberheinsdorf bei Reichenbach.

## Besonderheiten der Bahn
Die Klingenthaler Schmalspurbahn wies zahlreiche Besonderheiten auf, darunter – neben der geringen Länge und dem elektrischen Betrieb – die Einmaligkeit der Fahrzeuge und die straßenbahnmäßige Betriebsführung. Obwohl sie optisch eher den Eindruck einer Straßenbahn vermittelte, wurde die Sekundärbahn zunächst nach den in der Eisenbahn-Bau- und Betriebsordnung (EBO) enthaltenen Bestimmungen für Nebenbahnen und später nach der Eisenbahn-Bau- und Betriebsordnung für Schmalspurbahnen (BOS) betrieben, allerdings unter Duldung einiger Ausnahmeregelungen, darunter beispielsweise die Erteilung des Abfahrauftrags an den Triebfahrzeugführer per Klingelzeichen. Weil bei der Bahn zu gleichen Teilen die typischen Merkmale einer Eisenbahn als auch die einer Straßenbahn zu finden waren, wurde sie von zeitgenössischen Beobachtern als kurios beschrieben.
Bei der Deutschen Reichsbahn in der DDR stellte die Klingenthaler Schmalspurbahn ferner, neben der Oberweißbacher Bergbahn, der Bahnstrecke Schleiz–Saalburg, der Buckower Kleinbahn, der Versuchsstrecke Hennigsdorf–Wustermark und der Rübelandbahn, einen von sechs elektrischen Inselbetrieben dar.

## Streckenbeschreibung

### KSG-Strecke

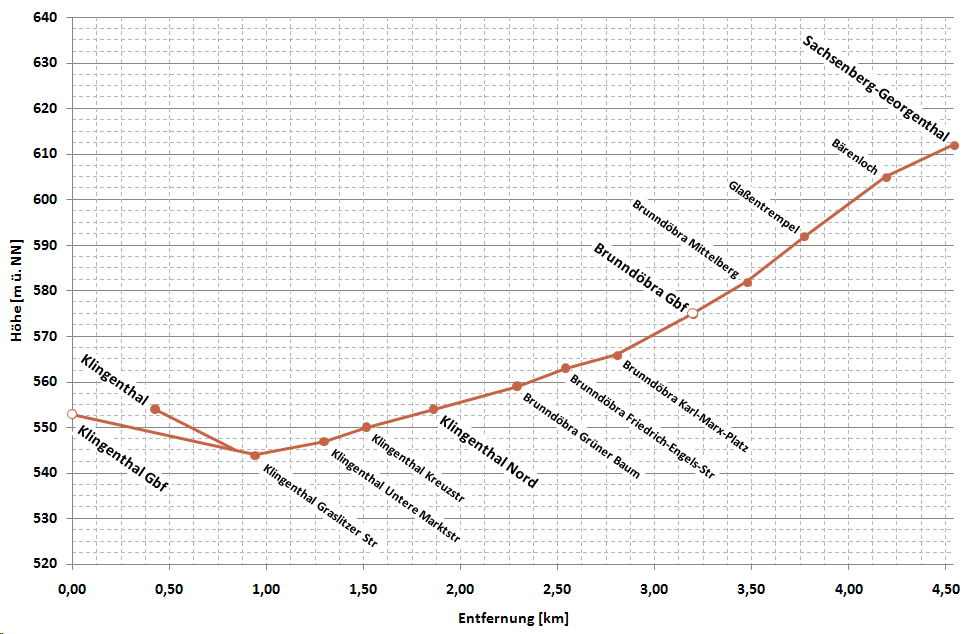
Vereinfachtes Höhenprofil der Schmalspurbahn Klingenthal–Sachsenberg-Georgenthal

Die Hauptstrecke KSG nahm ihren Anfang an der Ostseite des Klingenthaler Empfangsgebäudes. Von dort verlief sie zunächst rechtsseitig neben der Bahnhofstraße abwärts. Hier befand sich die größte Neigung von 50 ‰ (1:20), die allerdings nur von Reisezügen befahren wurde. Erst an der Abzweigstelle bei der Weiche 104, nahe der Brücke der von Zwotental ausgehenden Normalspurstrecke, mündete die vom Güterbahnhof kommende Nebenstrecke KUGG ein. Dort begann an der Einmündung der Bahnhofstraße in die Markneukirchner Straße auch der straßenbündig trassierte Abschnitt. Hierbei war der Bereich, in dem die Schienen lagen, ebenfalls Staatsbahngelände, er gehörte somit nicht zur eigentlichen Straße.
Bis zur Einmündung der Graslitzer Straße verlief die Bahn bis zur Umverlegung im Jahr 1960 auf der rechten Straßenseite. Am Beginn der Auerbacher Straße wechselte das Gleis auf die linke Seite und führte von hier ab wieder stetig bergwärts. In Brunndöbra verließ die Strecke auf dem Königsplatz die Auerbacher Straße und bog nach links in die Falkensteiner Straße ab. Knapp 100 Meter hinter dem Platz bogen die Züge dann nach rechts ab, überquerten die Falkensteiner Straße und verließen danach den öffentlichen Straßenraum. Der eingepflasterte Streckenteil bis hierhin wies mit seinen Rillenschienen keinen Unterschied zu den Straßenbahnen auf, diese hatten ein Metergewicht von 49 Kilogramm.
Ab dem Kilometer 2,4 führte die Strecke dann im Steindöbratal auf eigenem Bahnkörper weiter bis zum Endbahnhof Sachsenberg-Georgenthal, dieser Abschnitt wiederum war nicht von einem Bahnkörper gewöhnlicher Eisenbahnstrecken zu unterscheiden. Die Vignolschienen mit einem Metergewicht von 36 Kilogramm waren in Schotter gebettet, neben der Innenschiene waren in Gleisbögen Führungsschienen angebracht. Lediglich die Kilometersteine fehlten. Die Weichen der Strecke wurden mittels Stellhebeln und Stellgewichten der Länderbahnbauart bedient. Auf der Gesamtstrecke war ein Höhenunterschied von 59 Metern zu bewältigen.

### KUGG-Strecke

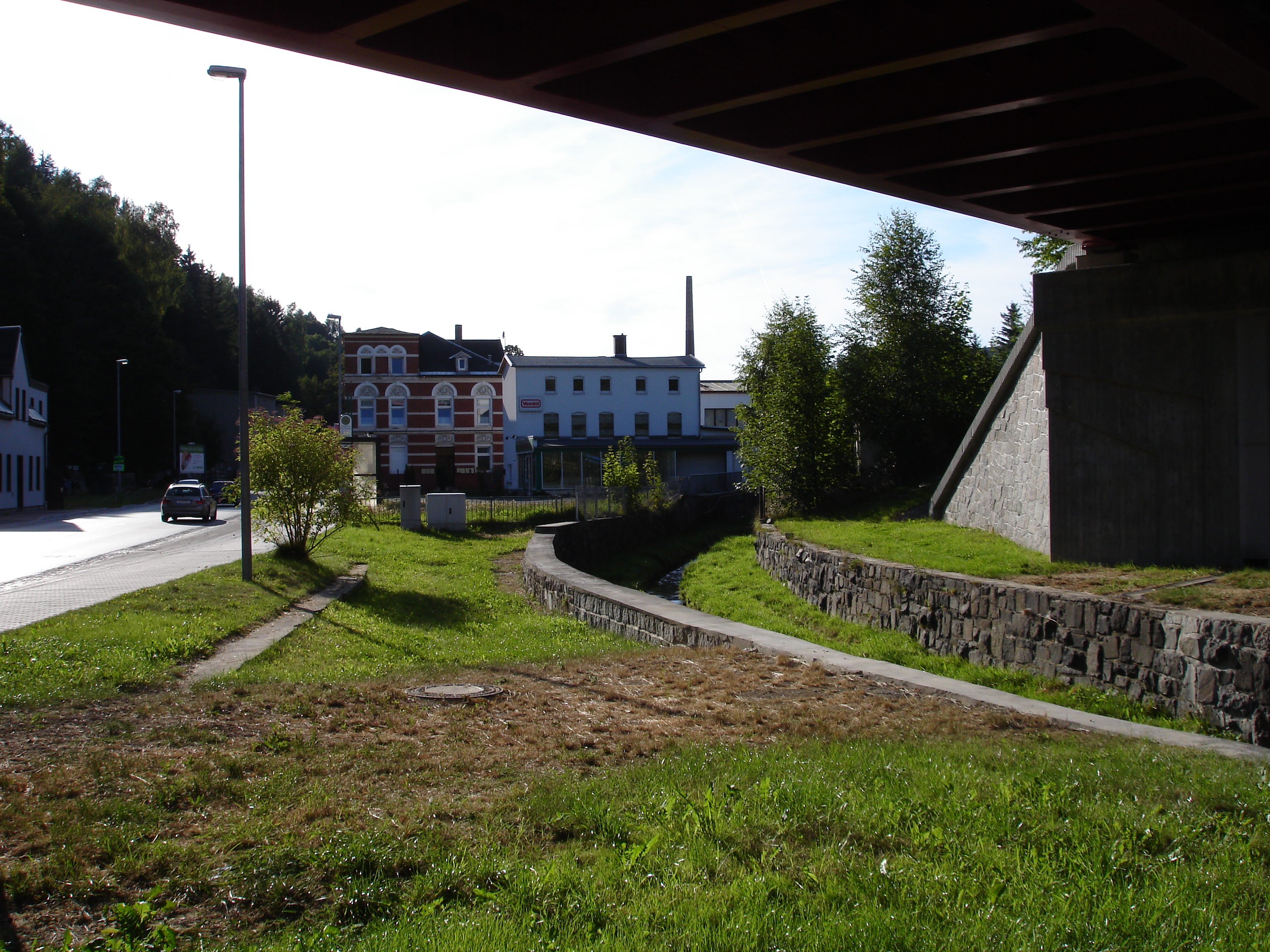
Die ehemalige Trasse des Güterzuggleises KUGG unter der normalspurigen Zwotabrücke beim Bahnhof Klingenthal

Die 847 Meter lange Nebenstrecke KUGG zum Klingenthaler Güterbahnhof hatte ihren Nullpunkt beim Kilometer 0,418 der Hauptstrecke und war gegenläufig zu dieser kilometriert. Aus Richtung Sachsenberg-Georgenthal kommend konnten die Güterzüge dabei ohne Fahrtrichtungswechsel in Richtung Güterbahnhof durchfahren. Unmittelbar nach der Streckentrennung unterquerte das Güterzuggleis zusammen mit der Zwota und der Markneukirchner Straße die normalspurige Bahnstrecke Zwotental–Klingenthal, überquerte direkt danach selbst den Fluss, um schließlich südlich der Normalspurgleise leicht ansteigend bis zum Güterbahnhof am westlichen Ende der Klingenthaler Bahnhofsanlagen zu führen. Das Streckenende lag bei der Werkstraße. Auch auf der KUGG-Strecke fanden Vignolschienen mit einem Metergewicht von 36 Kilogramm Verwendung.

### Betriebsstellen
Klingenthal ⊙

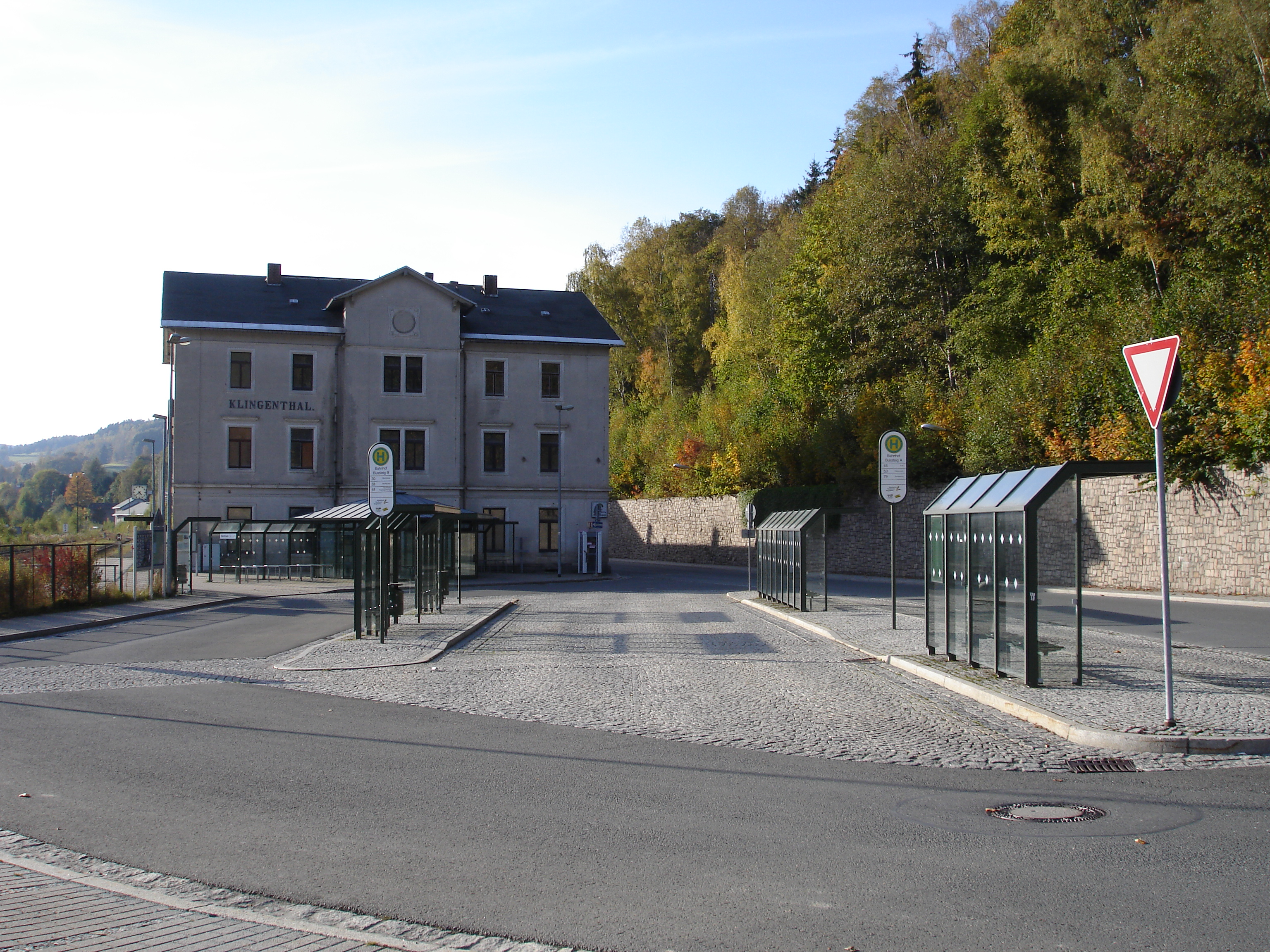
Bahnhof Klingenthal: Wo einst die beiden Gleise der Schmalspurbahn lagen, entstand 1996 ein Busbahnhof, hier 2009. Am 2011 abgerissenen Empfangsgebäude befanden sich noch zwei Oberleitungsrosetten, die Eisenbahnfreunde beim Abriss bargen.

Im 1875 eröffneten Bahnhof Klingenthal, dessen Empfangsgebäude 2011 abgebrochen wurde, bestanden für den Personenverkehr der Schmalspurbahn nördlich der Normalspurgleise, unmittelbar östlich des Empfangsgebäudes, eine zweigleisige Umsetzendstelle, ein kurzes Abstellgleis und ein eingleisiger Triebwagenschuppen. Es gab keine Bahnsteige, die Gleise waren im Straßenplanum eingepflastert. An der Ostseite des Personenbahnhofs wurde für die Reisenden der Schmalspurbahn eine beleuchtete Uhr angebracht. Heute erinnert am Ausgangspunkt der Strecke – mittlerweile zu einem Haltepunkt zurückgestuft – nur noch das Fundament des einstigen Triebwagenschuppens an die Schmalspurbahn. An Stelle der Schmalspurgleise befindet sich hingegen seit dem 29. November 1996 ein kleiner Busbahnhof.
Klingenthal Güterbahnhof ⊙
Am Klingenthaler Güterbahnhof standen unter anderem zwei Rollwagengruben zum Übergang normalspuriger Güterwagen auf die Schmalspurbahn, ein Gleis zum – gemeinsam mit der Normalspur genutzten – Güterschuppen sowie eine eingleisige hölzerne Halle für die Elektrolokomotiven zur Verfügung, Der Güterschuppen hatte eine Laderampe für das schmalspurige Anschlussgleis, der Lokomotivschuppen wies auch Werkstätten und Personalräume auf. Nebenan befand sich eine Hebeanlage für die Fahrzeuge. Der Lokomotivschuppen mit der Anschrift Werkstraße 4 blieb erhalten und dient heute einem Schrotthändler, der Güterschuppen wurde hingegen 2009 abgerissen. Ferner weist die Straßenbezeichnung Am Güterbahnhof auf die frühere Nutzung des Geländes hin, wobei die normalspurigen Anlagen des Güterbahnhofs noch bis 1995 in Betrieb waren.
Klingenthal Graslitzer Straße ⊙
Am Haltepunkt Klingenthal Graslitzer Straße hatte die Schmalspurbahn ihren tiefsten Punkt. Die Station wurde am 14. Mai 1917 mit der Aufnahme des Personenverkehrs eröffnet. 1943 wurde der seit Anbeginn bestehende Haltepunkt um circa 40 Meter in Richtung Sachsenberg-Georgenthal verschoben. 1960 erhielt er dann im Zuge der Umtrassierung der Strecke auf die andere Straßenseite zum zweiten Mal eine neue Lage und wanderte noch einige Meter weiter gegen Sachsenberg-Georgenthal. Mit der Streckeneinstellung ging der Haltepunkt am 5. April 1964 außer Betrieb. Heute befindet sich in der Nähe die Bushaltestelle Klingenthal Zentrum.

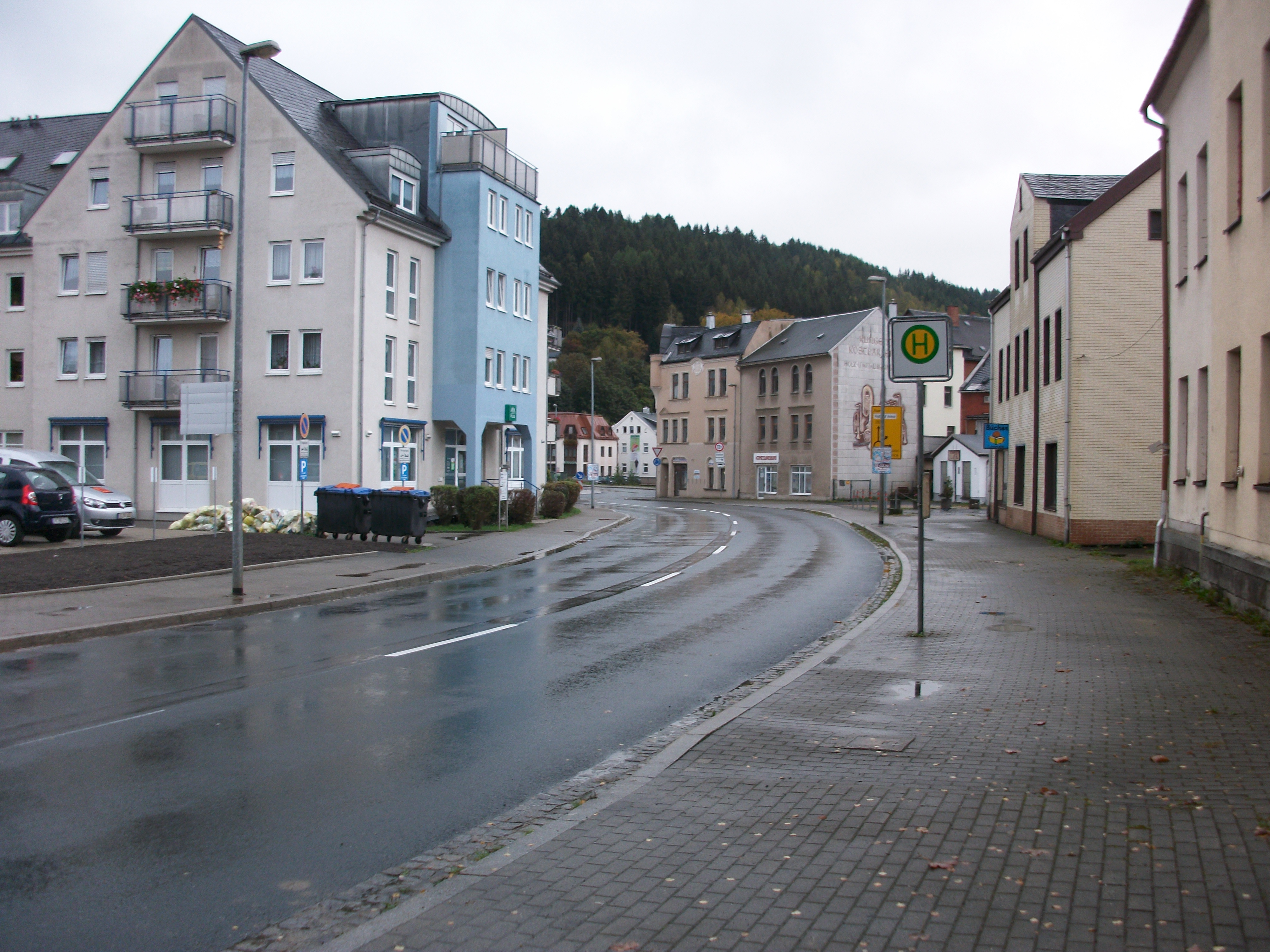
Alte Lage des ehemaligen Haltepunkts Klingenthal Graslitzer Straße (2016)
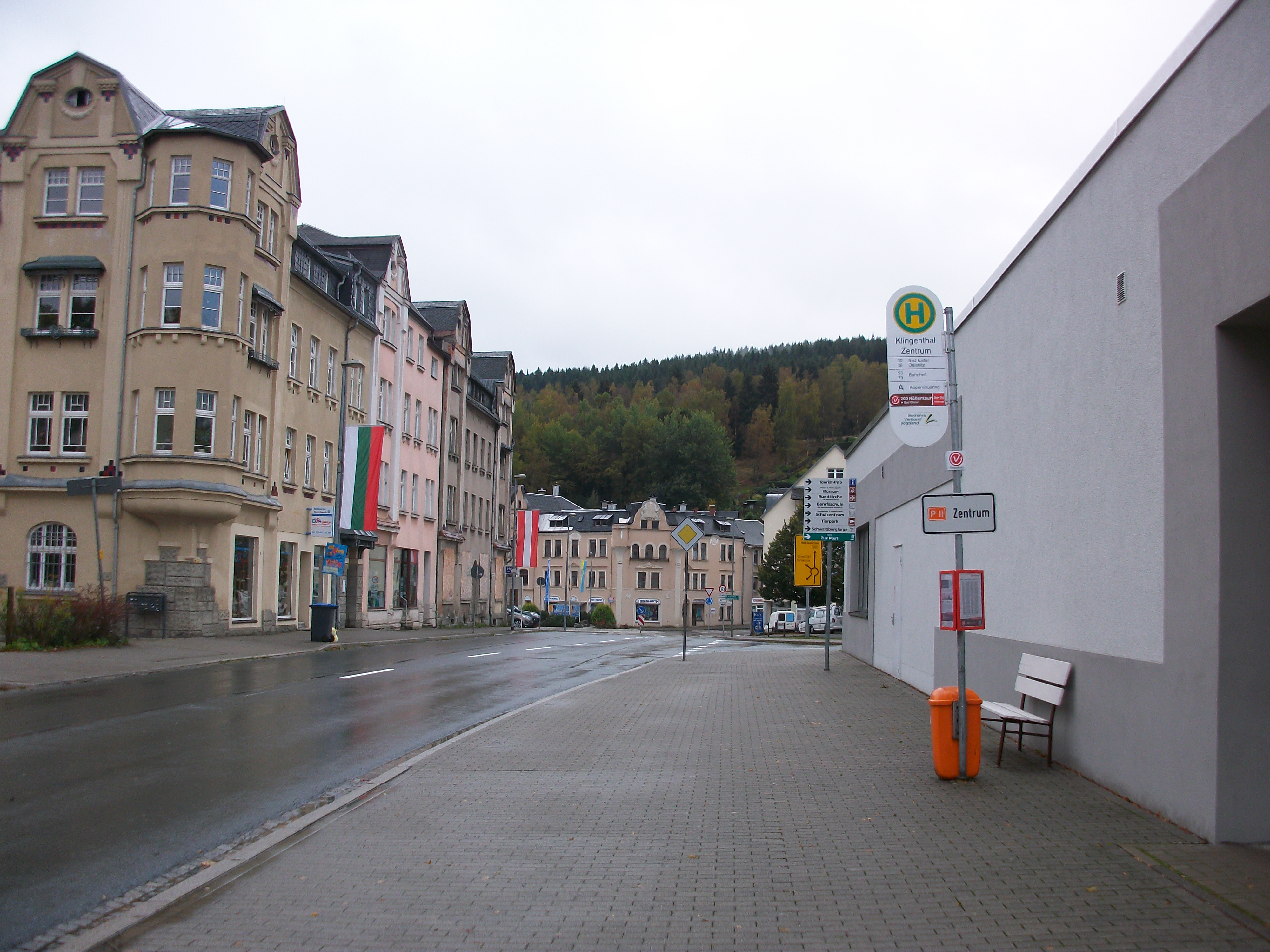
Neue Lage des ehemaligen Haltepunkts Klingenthal Graslitzer Straße (2016)

Klingenthal Untere Marktstraße ⊙

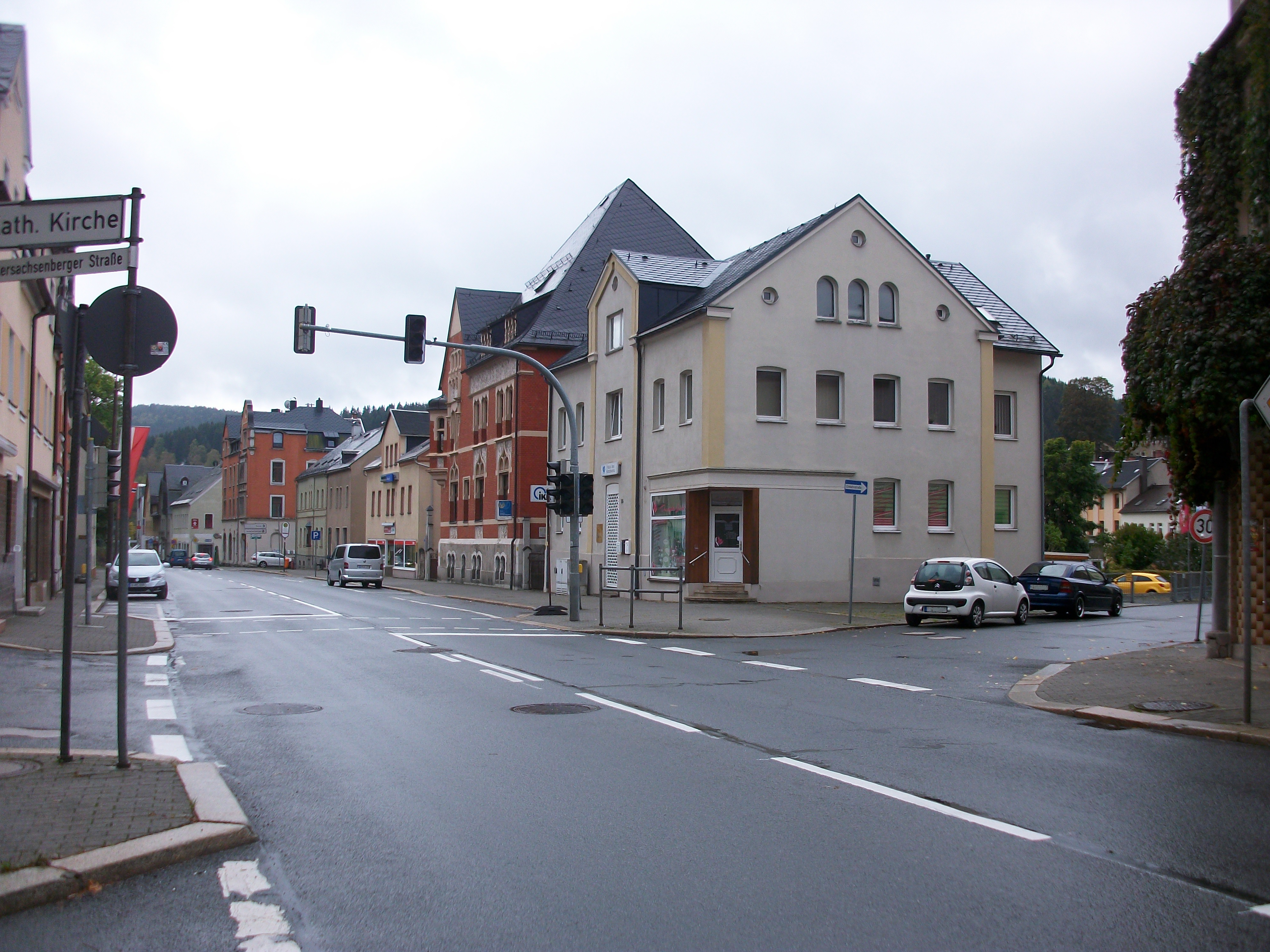
Lage des ehemaligen Haltepunkts Klingenthal Kreuzstraße (2016)

Der Haltepunkt Klingenthal Untere Marktstraße wurde am 14. Mai 1917 mit der Aufnahme des Personenverkehrs eröffnet. Die Station wurde mit der Verlegung des Haltepunkts „Klingenthal Graslitzer Straße“ am 1. August 1943 kriegsbedingt aufgelassen. Später wurde sie 1960 noch einmal bedarfsweise bedient. Die Station befand sich an der Kreuzung „Auerbacher Straße“/„Untere Marktstraße“. Die heutige, gleichnamige Bushaltestelle befindet sich einige Meter weiter nördlich in der Nähe der folgenden Station an der Kreuzstraße.

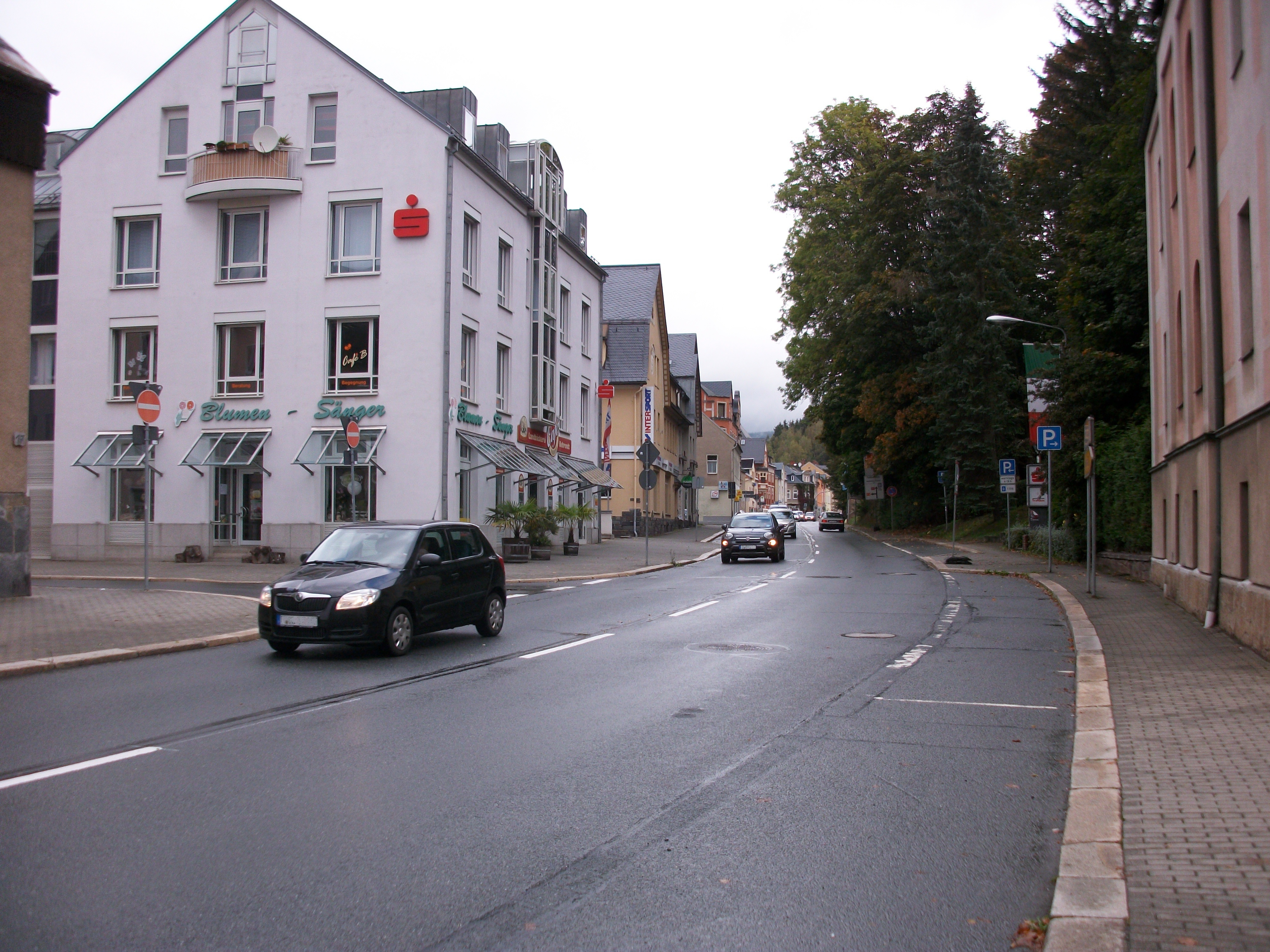
Ehemaliger Haltepunkt Klingenthal Untere Marktstraße, Richtung Sachsenberg-Georgenthal (2016)
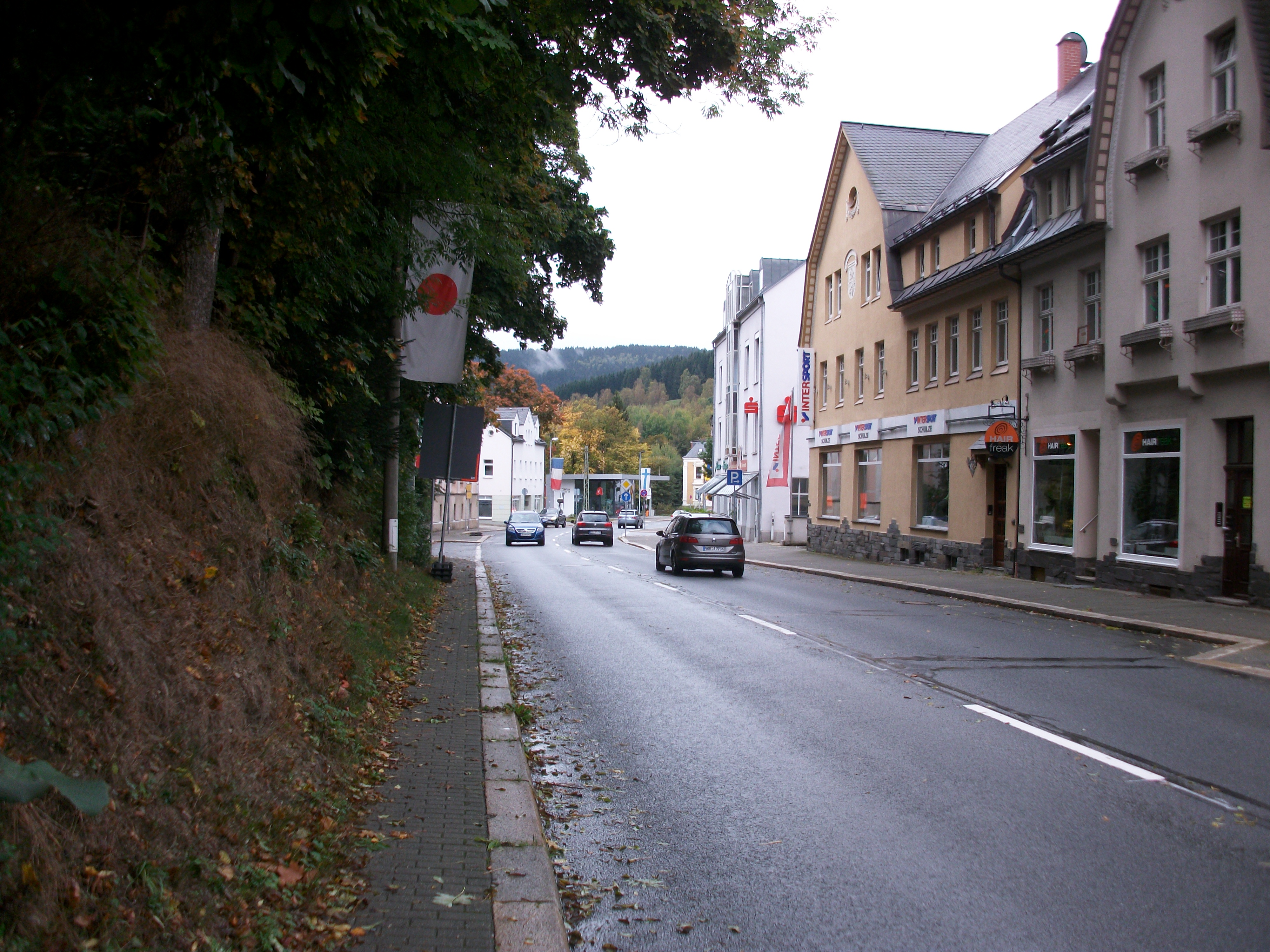
Ehemaliger Haltepunkt Klingenthal Untere Marktstraße, Richtung Klingenthal (2016)

Klingenthal Kreuzstraße ⊙
Der Haltepunkt Klingenthal Kreuzstraße bestand seit Eröffnung der Strecke. Er war an der Kreuzung „Auerbacher Straße“/„Kreuzstraße“ nahe dem Marktplatz mit Rathaus, Post und den Kirchen gelegen und wurde entsprechend stark frequentiert. Mit der Streckeneinstellung ging der Haltepunkt am 5. April 1964 außer Betrieb. Einige Meter südlich befindet sich heute die Bushaltestelle „Klingenthal Untere Marktstraße“.
Klingenthal Nord ⊙

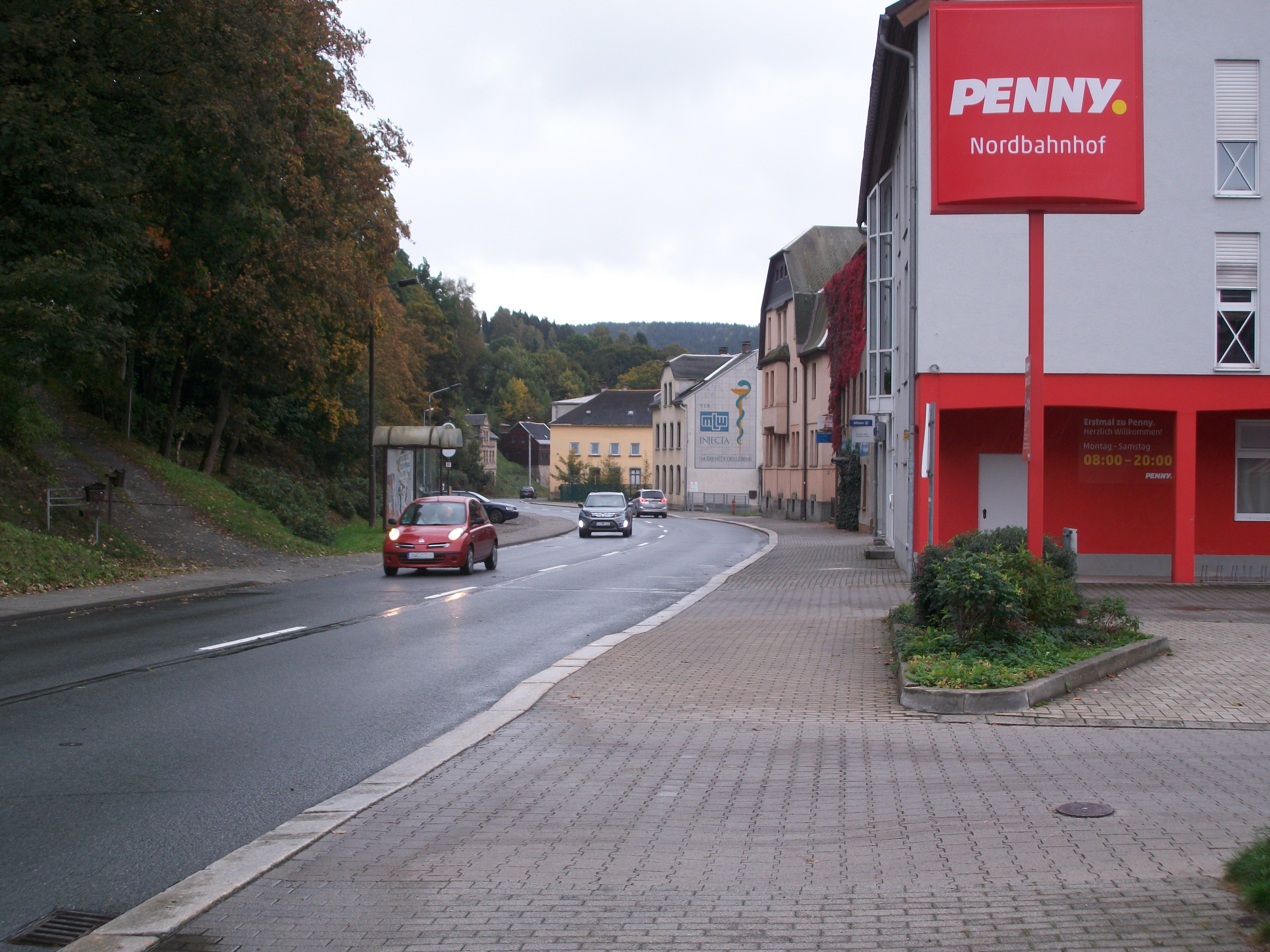
Lage des ehemaligen Haltepunkts Klingenthal Nord (2016)

Der Bahnhof Klingenthal Nord, bei der Bevölkerung nur als Nordbahnhof bekannt, war in erster Linie ein Güterbahnhof. Nur in Ausnahmefällen kreuzten hier Reisezüge. Er wurde bereits mit der Aufnahme des Güterverkehrs am 28. Oktober 1916 eröffnet und bestand nur aus dem durchgehenden Hauptgleis und einem 90 Meter langen Ladegleis, welches beidseitig mit Weichen an das Streckengleis angebunden war. Ein 35 Meter langes Stumpfgleis führte zu einem Güterschuppen. Dieser bestand aus zwei normalspurigen, gedeckten Güterwagenkästen, die mittig miteinander verbunden waren, davon war einer zur Stirnwand hin mit einem turmartigen Aufsatz versehen. Dieser diente als Fernsprechraum. Darunter befand sich ein kleines Büro, die restliche Fläche diente als Güterboden. Betrieblich war Klingenthal Nord ab dem 1. Januar 1923 für mehrere Jahre nur ein Haltepunkt.
Neben zwei Kohlenhändlern waren nahe der Station eine Baufirma und ein Obst- und Gemüsehändler ansässig. Bis nach dem Zweiten Weltkrieg wurden in Klingenthal Nord vor allem Kohlen, Baustoffe und Speisekartoffeln entladen. Im Jahr 1955 wurden die beiden als Güterschuppen dienenden Wagenkästen in den Steinbruch Brunndöbra umgesetzt. Die Zuführung von Güterwagen endete im Frühjahr 1963. Mit der Streckeneinstellung ging der Haltepunkt am 5. April 1964 außer Betrieb. Heute befindet sich dort die Bushaltestelle „Klingenthal Injekta“, einige Meter nördlich weist namentlich ein Supermarkt auf die einstige Betriebsstelle hin.
Brunndöbra Grüner Baum ⊙

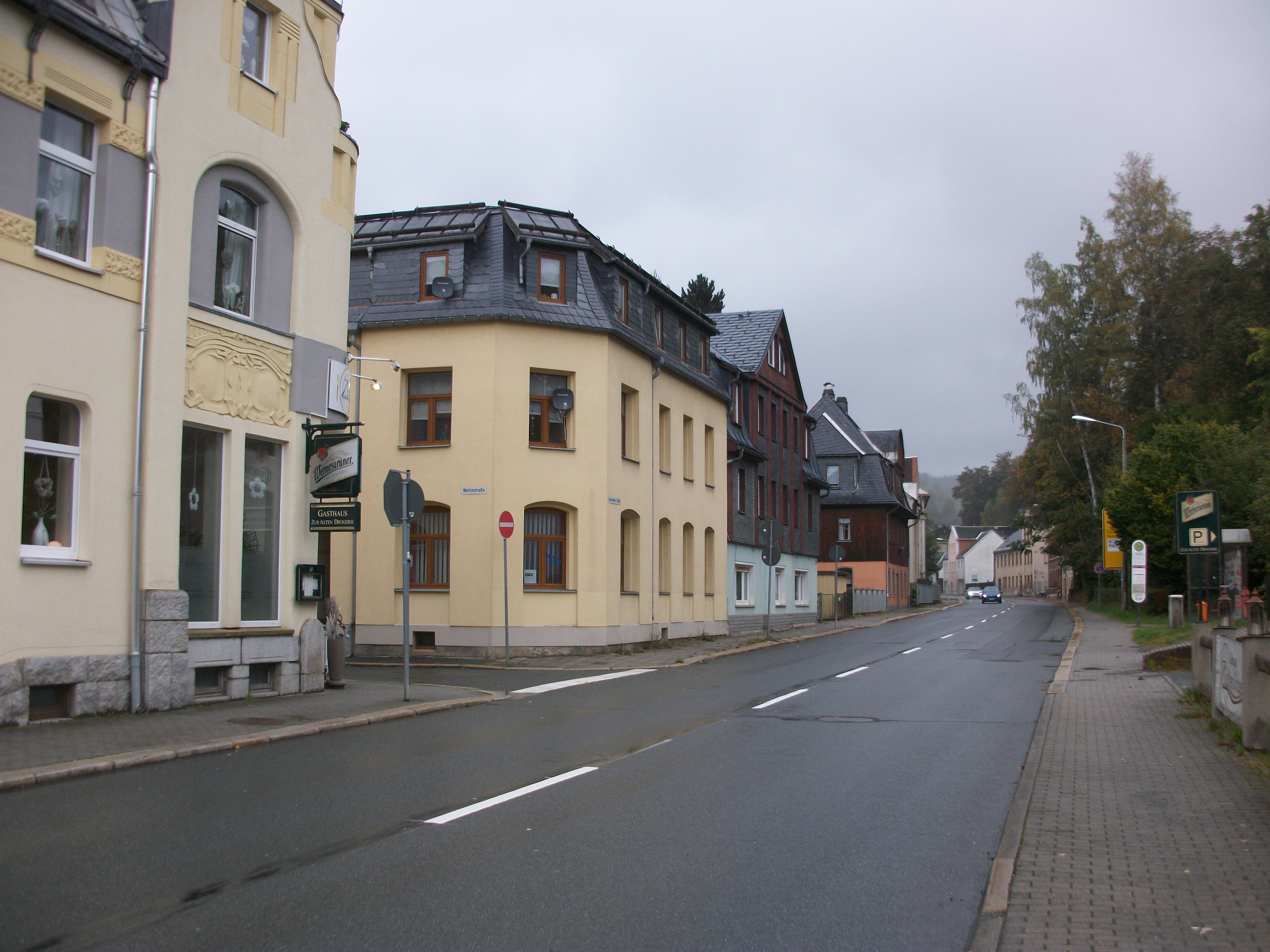
Haltepunkt Brunndöbra Wettinstraße beziehungsweise Friedrich-Engels-Straße (2016)

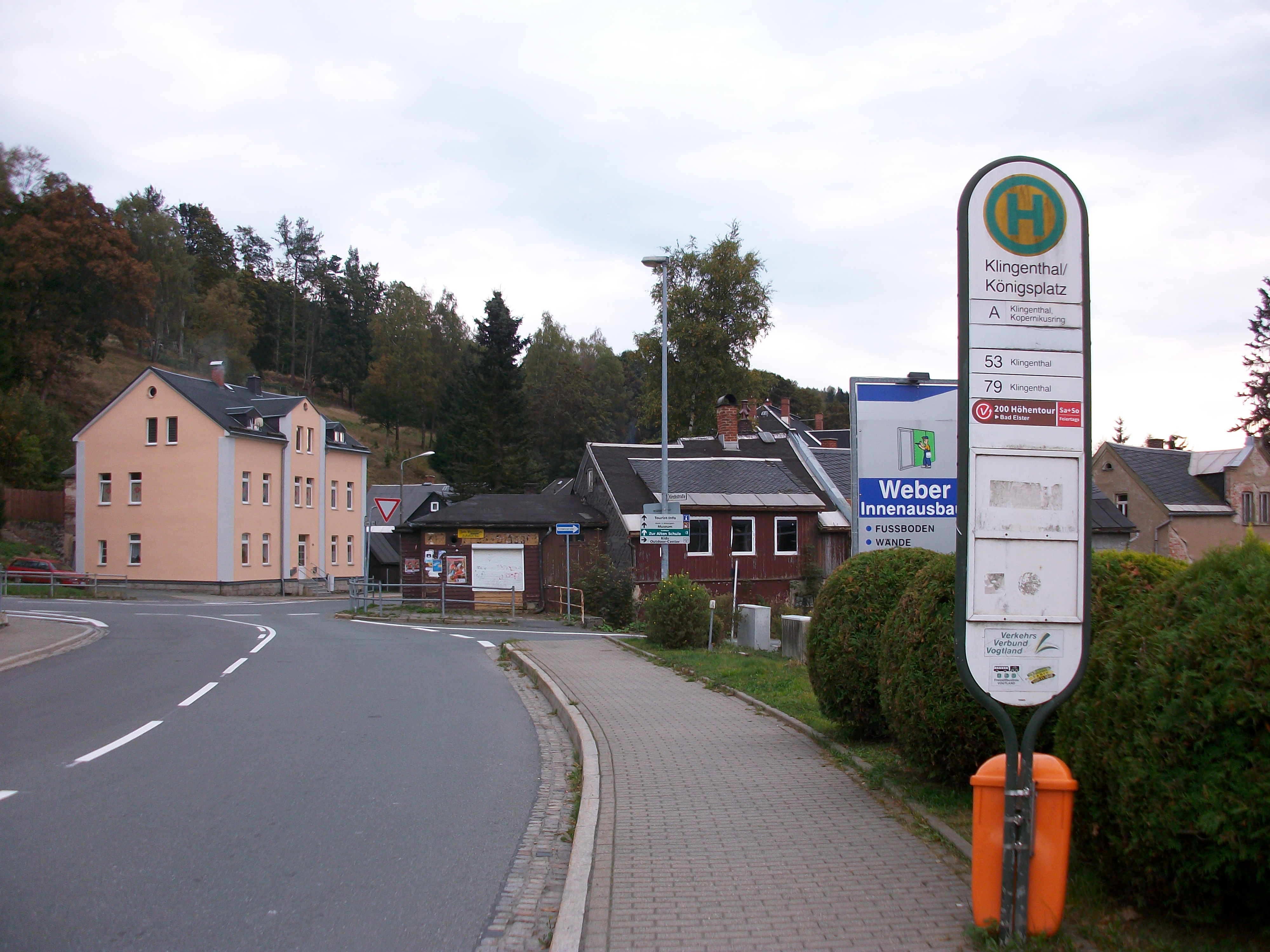
Ehemaliger Haltepunkt Brunndöbra Königsplatz beziehungsweise Karl-Marx-Platz (2016)

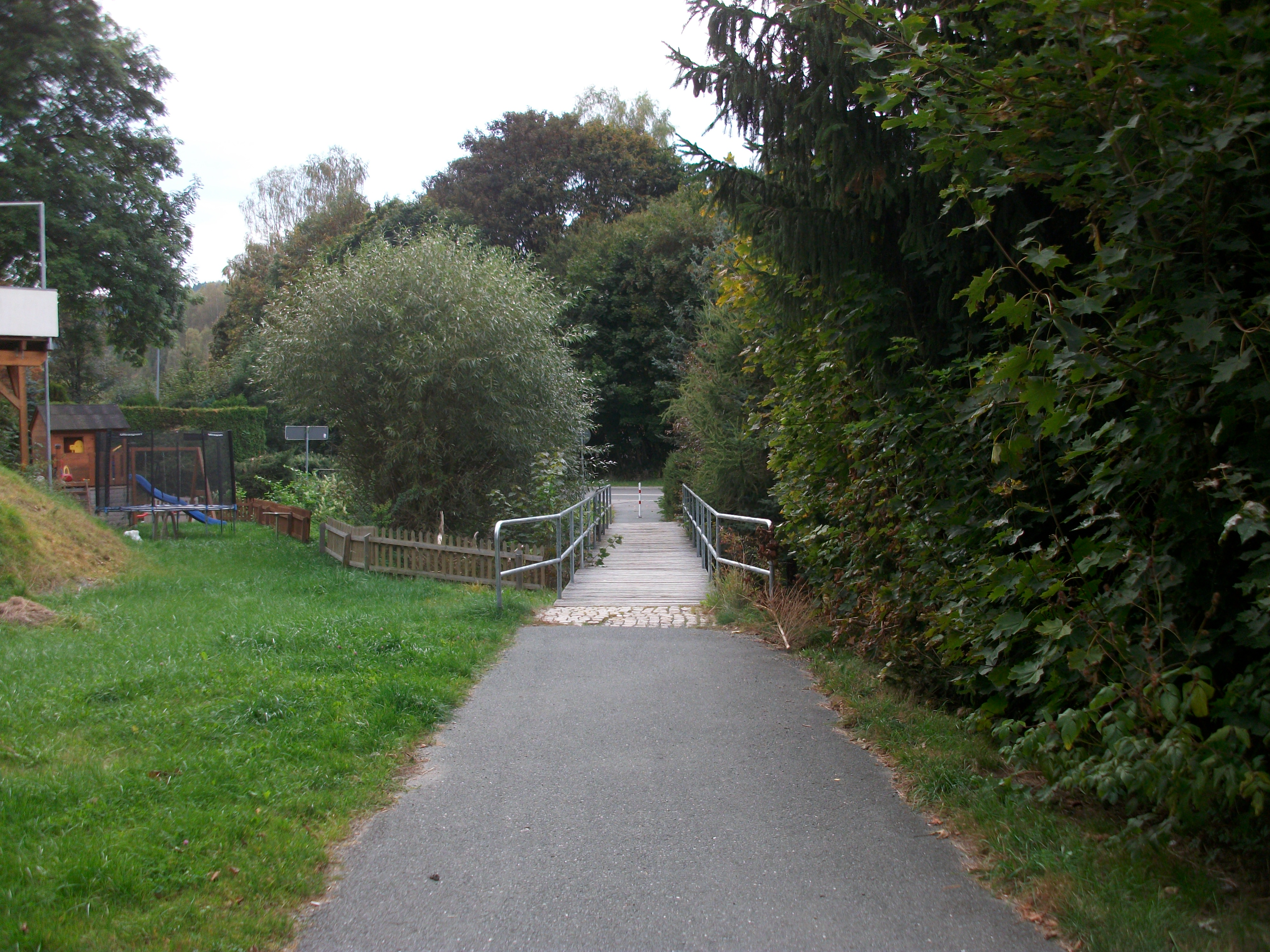
Brunndöbra, ehemaliger Bahnübergang Auerbacher Straße (2016), dahinter lag der Haltepunkt Brunndöbra Reichsadler beziehungsweise Mittelberg

Der Haltepunkt Brunndöbra Grüner Baum im Brunndöbraer Gemeindeteil Gösselberg hatte seinen Namen nach einem nahe gelegenen Gasthof erhalten, der 2011 abgerissen wurde. Er bestand von Anbeginn bis zur Betriebseinstellung und befand sich vor dem Gasthof an der Kreuzung „Auerbacher Straße“/„Kirchstraße“. Heute befindet sich dort eine gleichnamige Bushaltestelle.

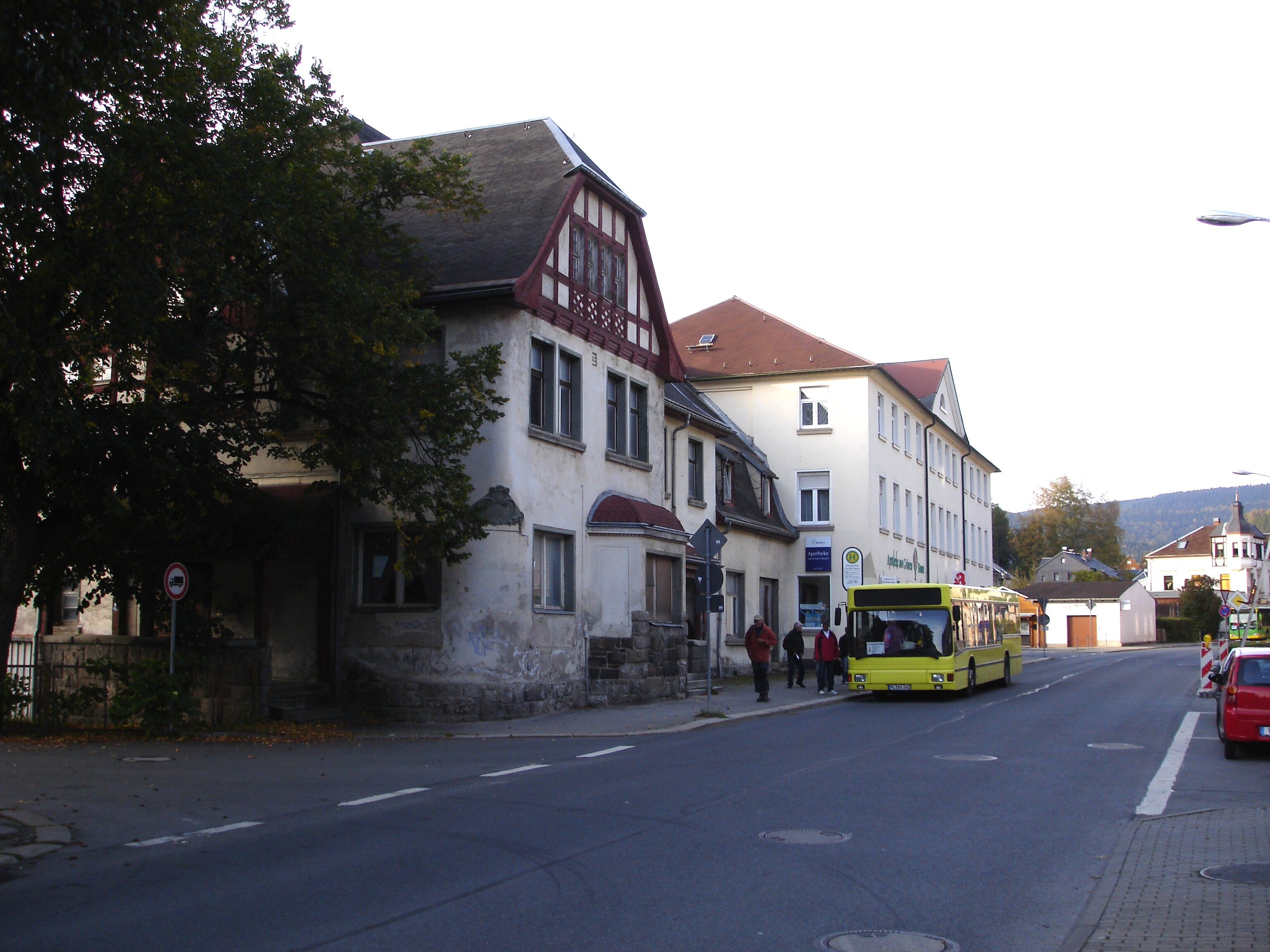
Ein Klingenthaler Stadtbus am 2011 abgerissenen Gasthof „Grüner Baum“ (2009)
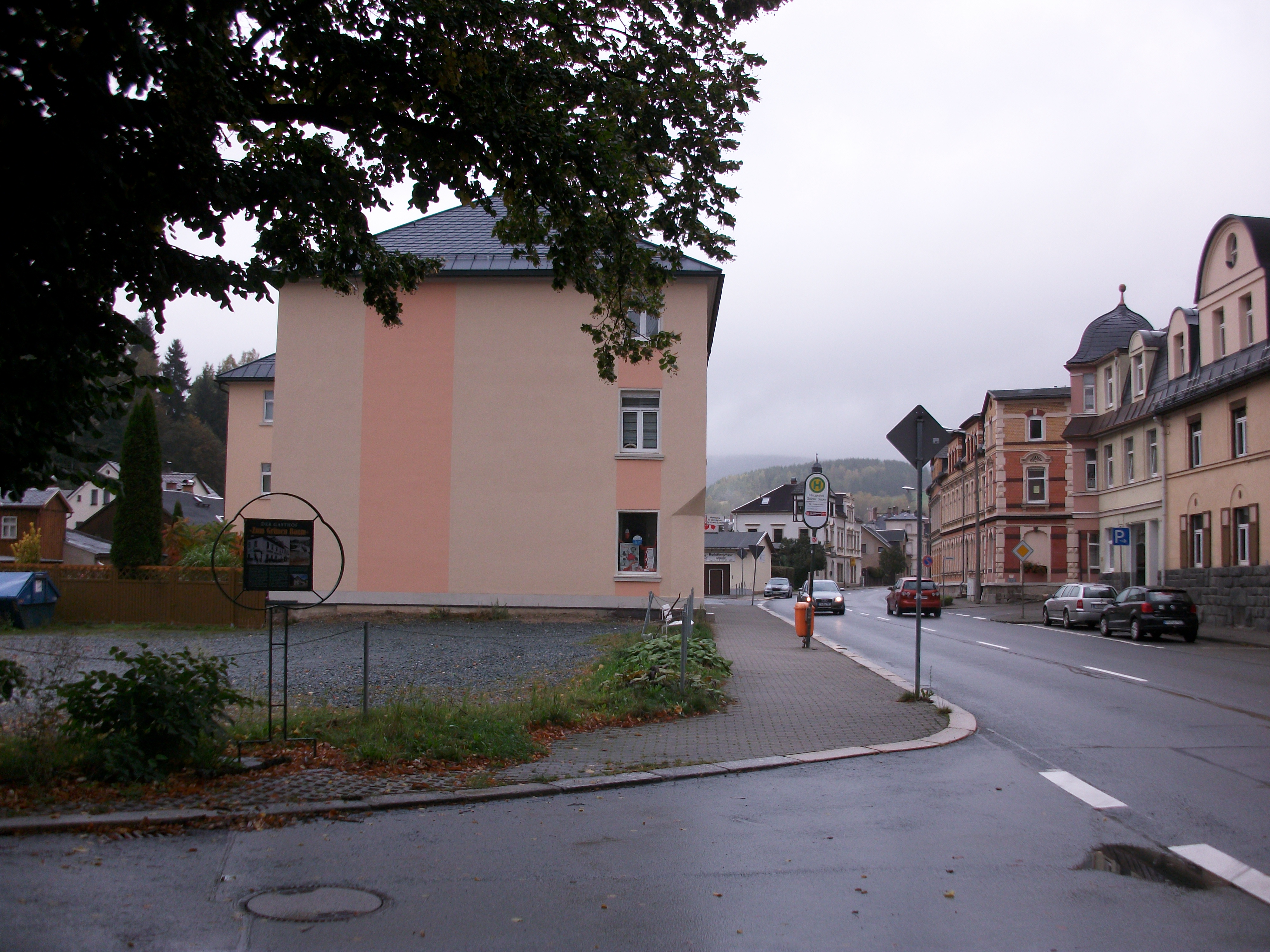
Ehemaliger Haltepunkt Brunndöbra Grüner Baum, Richtung Klingenthal (2016)
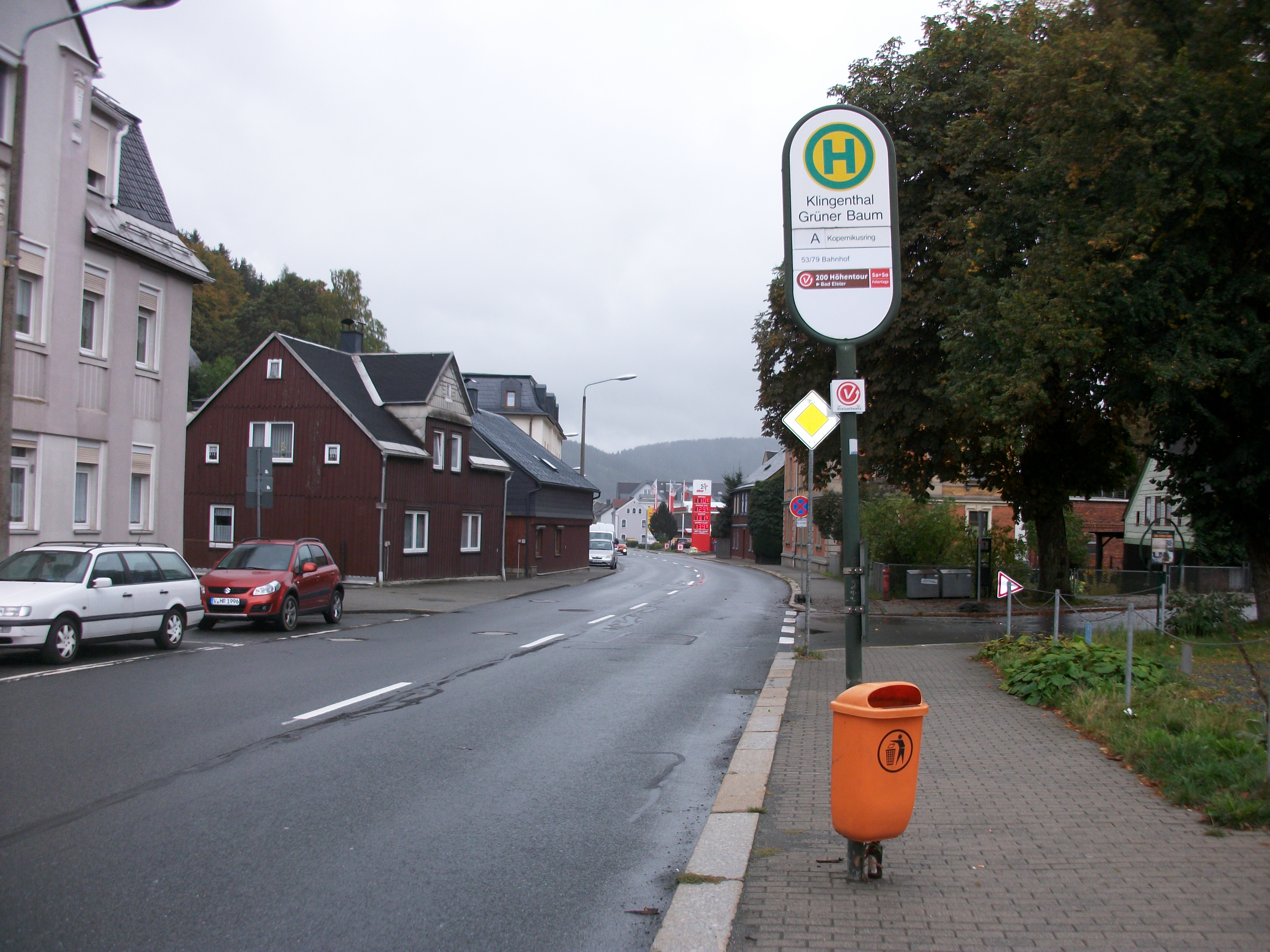
Ehemaliger Haltepunkt Brunndöbra Grüner Baum, Richtung Sachsenberg-Georgenthal (2016)

Brunndöbra Friedrich-Engels-Straße ⊙
Der Haltepunkt Brunndöbra Friedrich-Engels-Straße wurde am 14. Mai 1917 als Haltepunkt Brunndöbra Wettinstraße eröffnet. Nach dem Zweiten Weltkrieg wurde die Bezeichnung der namensgebenden Straße aus politischen Gründen zweimal geändert. Die Bezeichnung des Haltepunkts wechselte deshalb am 21. April 1946 auf Brunndöbra Ernst-Thälmann-Straße und am 17. Mai 1953 auf Brunndöbra Friedrich-Engels-Straße. Mit der Streckeneinstellung ging der Haltepunkt am 5. April 1964 außer Betrieb. Nachdem die Straße nach 1990 wieder in „Wettinstraße“ umbenannt wurde, befindet sich heute am Standort die gleichnamige Bushaltestelle.
Brunndöbra Karl-Marx-Platz ⊙
Der Haltepunkt Brunndöbra Karl-Marx-Platz an der Einmündung der „Falkensteiner Straße“ in die „Auerbacher Straße“ hieß ursprünglich Brunndöbra Königsplatz und wurde ebenfalls 1946 aus politischen Gründen umbenannt. Er bestand während der gesamten Betriebszeit und erhielt 1954 eine Wartehalle, die heute nicht mehr erhalten ist. Am Standort an der „Falkensteiner Straße“ befindet sich heute die Bushaltestelle „Klingenthal Königsplatz“.
Brunndöbra Güterbahnhof ⊙

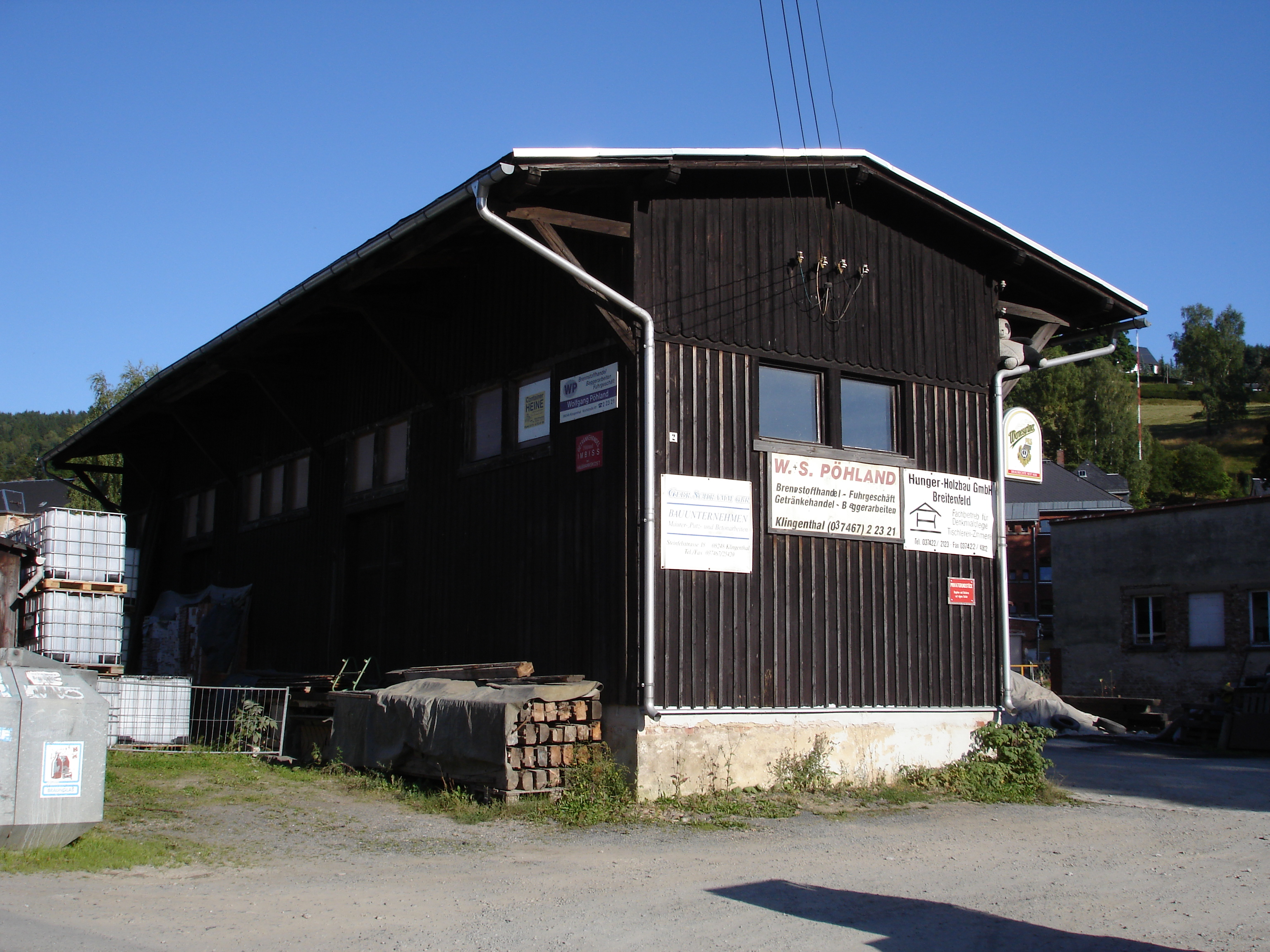
Der einstige Güterschuppen in Brunndöbra (2008)

Brunndöbra Güterbahnhof an der „Mittelbergstraße“ wurde mit der Aufnahme des Güterverkehrs am 28. Oktober 1916 als Brunndöbra Ladestelle eröffnet. Er war die wichtigste Betriebsstelle im Güterverkehr, Reisezüge hielten hier lagebedingt nicht. Es stand eine Güterhalle mit überdachten Laderampen zur Verfügung, angebaut war ein kleines Büro mit Annahme- und Ausgabestelle. Der Bahnhof hatte zwei Stumpfgleise, die direkt vom Streckengleis abzweigten. Gleis 1 war dabei das Ladegleis an der Güterhalle, Gleis 2 diente als Freiladegleis an der Ladestraße. Empfangen wurden in Brunndöbra vor allem Kohle und Baustoffe, aber auch Schnittholz für den Musikinstrumentenbau. Am 9. April 1963 ging der Güterbahnhof außer Betrieb. Der Güterschuppen ist bis heute erhalten geblieben.
Brunndöbra Kreuzungsstelle ⊙
Der Betriebsbahnhof (Bbf) Brunndöbra Kreuzungsstelle bestand aus einer Ausweichstelle, zusätzlich bestand dort ein Anschlussgleis zum VEB Schnittwerkzeuge- und Metallwarenfabrik. Hierbei handelte es sich ursprünglich um ein Stumpfgleis mit Geräteschuppen, das zum benachbarten Güterbahnhof gehörte und erst seit circa 1925 als Anschluss genutzt wurde. Am Beginn der Ausweichstelle stand die einzige Fernmeldebude der Strecke.
Brunndöbra Mittelberg ⊙
Der Haltepunkt Brunndöbra Mittelberg hieß ursprünglich Brunndöbra Reichsadler, benannt nach dem ehemaligen Gasthof zum Reichsadler dort. Er war die dritte Station, die 1946 aus politischen Gründen eine neue Bezeichnung erhielt, wobei Mittelberg der Name eines Brunndöbraer Ortsteils ist. Die Station bestand während der gesamten Betriebszeit der Bahn. Sie lag direkt vor dem Bahnübergang an der „Auerbacher Straße“, der ungesichert war und mit Schrittgeschwindigkeit passiert wurde, am Ufer der Steindöbra. Am Standort befinden sich noch Reste der Fahrleitungsmasten, allerdings ist das Areal mit Büschen zugewachsen. Als Ersatz für die Bahn dient heute die Bushaltestelle Alter Staffelweg, die aber nur stadtauswärts bedient wird.
Glaßentrempel ⊙

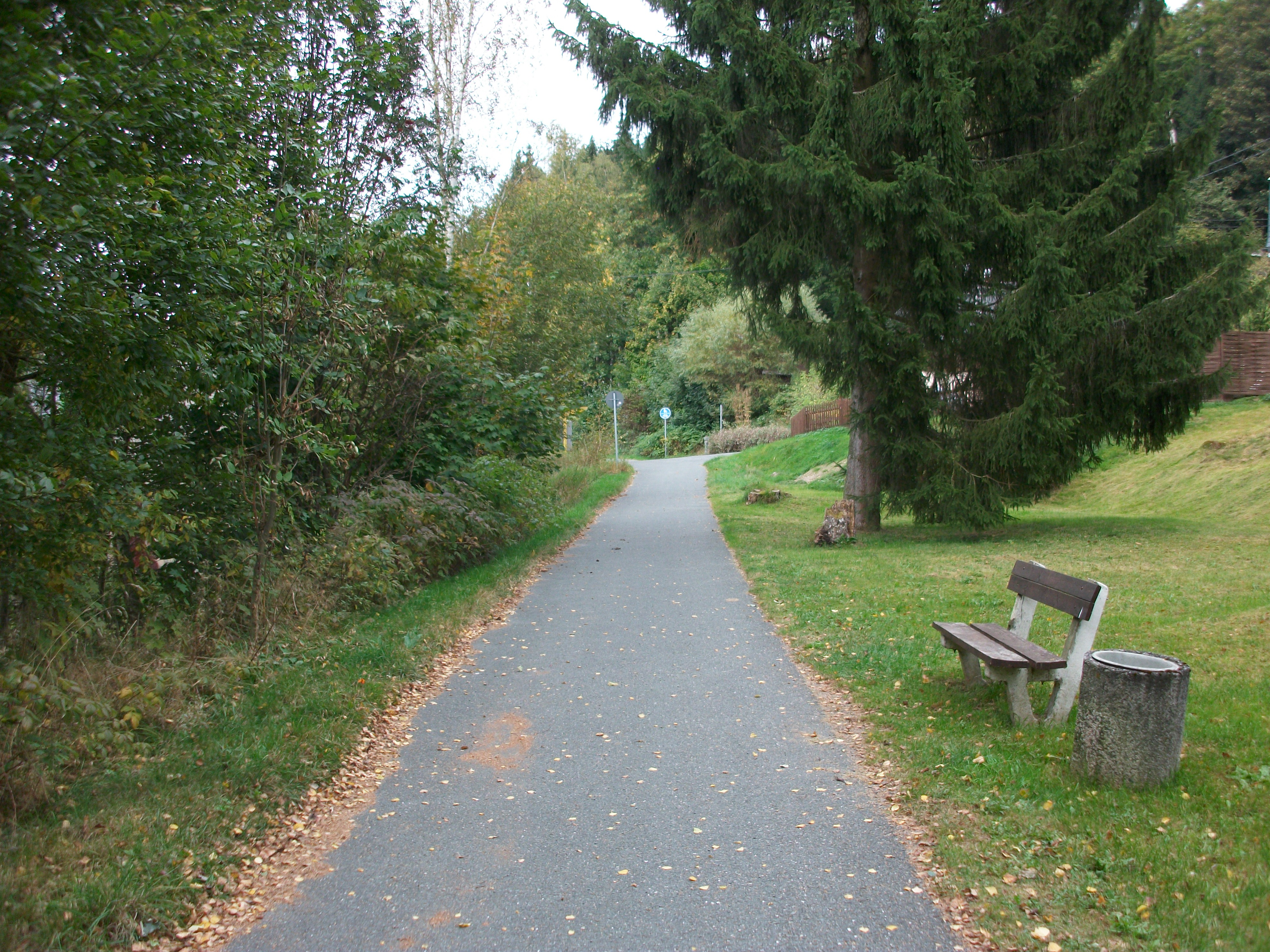
Ehemaliger Haltepunkt Glaßentrempel (2016)

Der Haltepunkt Glaßentrempel ging erst drei Jahre nach Streckeneröffnung am 20. Juli 1920 in Betrieb. Die Station trug folgende Namen:
- bis 1929: Untersachsenberg Glaßentrempel
- bis 1936: Sachsenberg-Glaßentrempel
- seit 1936: Glaßentrempel

Vom 1. August 1943 bis zum 23. Mai 1954 war der Haltepunkt kriegsbedingt aufgelassen. Seinen Namen erhielt er nach einer Siedlung, die im 18. Jahrhundert durch die böhmische Exulantenfamilie Glaß erbaut wurde. Mit der Streckeneinstellung ging der Haltepunkt am 5. April 1964 außer Betrieb. Die zum Rad- und Fußweg ausgebaute Trasse trägt in diesem Bereich die Bezeichnung „Am Bahndamm“, die ersatzweise eingerichtete Bushaltestelle an der Auerbacher Straße heißt Am Glaßentrempel.
Bärenloch ⊙
Der Haltepunkt Bärenloch befand sich kurz vor dem Endpunkt der Strecke. Eröffnet wurde er am 20. Dezember 1917. In den ursprünglichen Bauplänen war er zunächst als Haltepunkt Untersachsenberg-Friedenshöhe vorgesehen gewesen. Letztlich erhielt er seinen Namen nach einer Talmulde, die sich vom Klingenthaler Ortsteil Aschberg hinunter nach Sachsenberg zieht. Wegen seiner Nähe zum Sachsenberger Volksbad war er im Sommer stets gut frequentiert.
Die Station trug folgende Namen:
- bis 1929: Untersachsenberg Bärenloch
- bis 1936: Sachsenberg Bärenloch
- seit 1936: Bärenloch

Mit der Streckeneinstellung ging der Haltepunkt am 5. April 1964 außer Betrieb. Die zum Rad- und Fußweg ausgebaute Trasse trägt im Bereich der ehemaligen Station die Bezeichnungen „Am Bahndamm“ beziehungsweise „Am Bahngleis“.

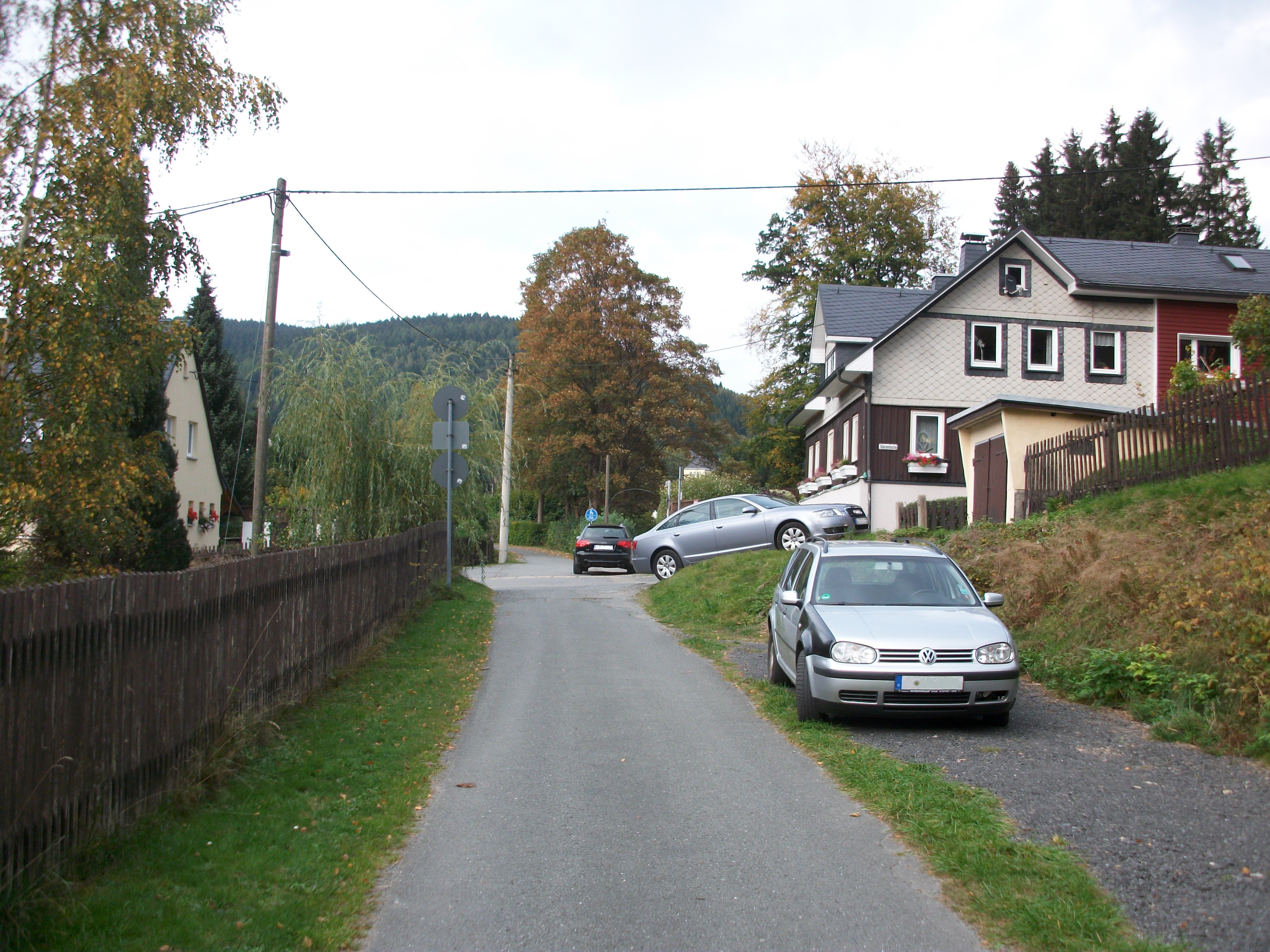
Haltepunkt Bärenloch (2016)
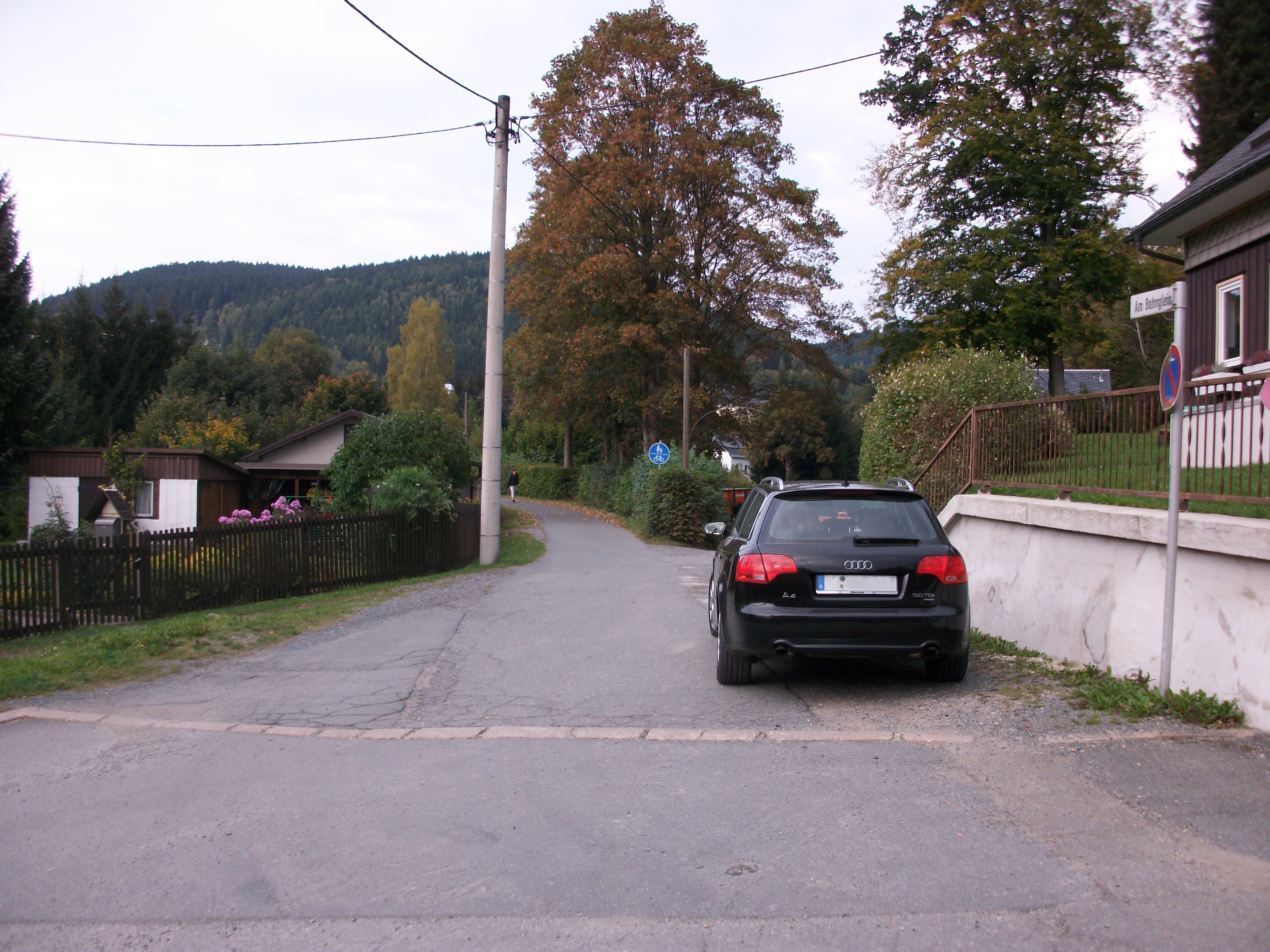
Haltepunkt Bärenloch mit Mauer aus der Betriebszeit (2016)

Sachsenberg-Georgenthal ⊙

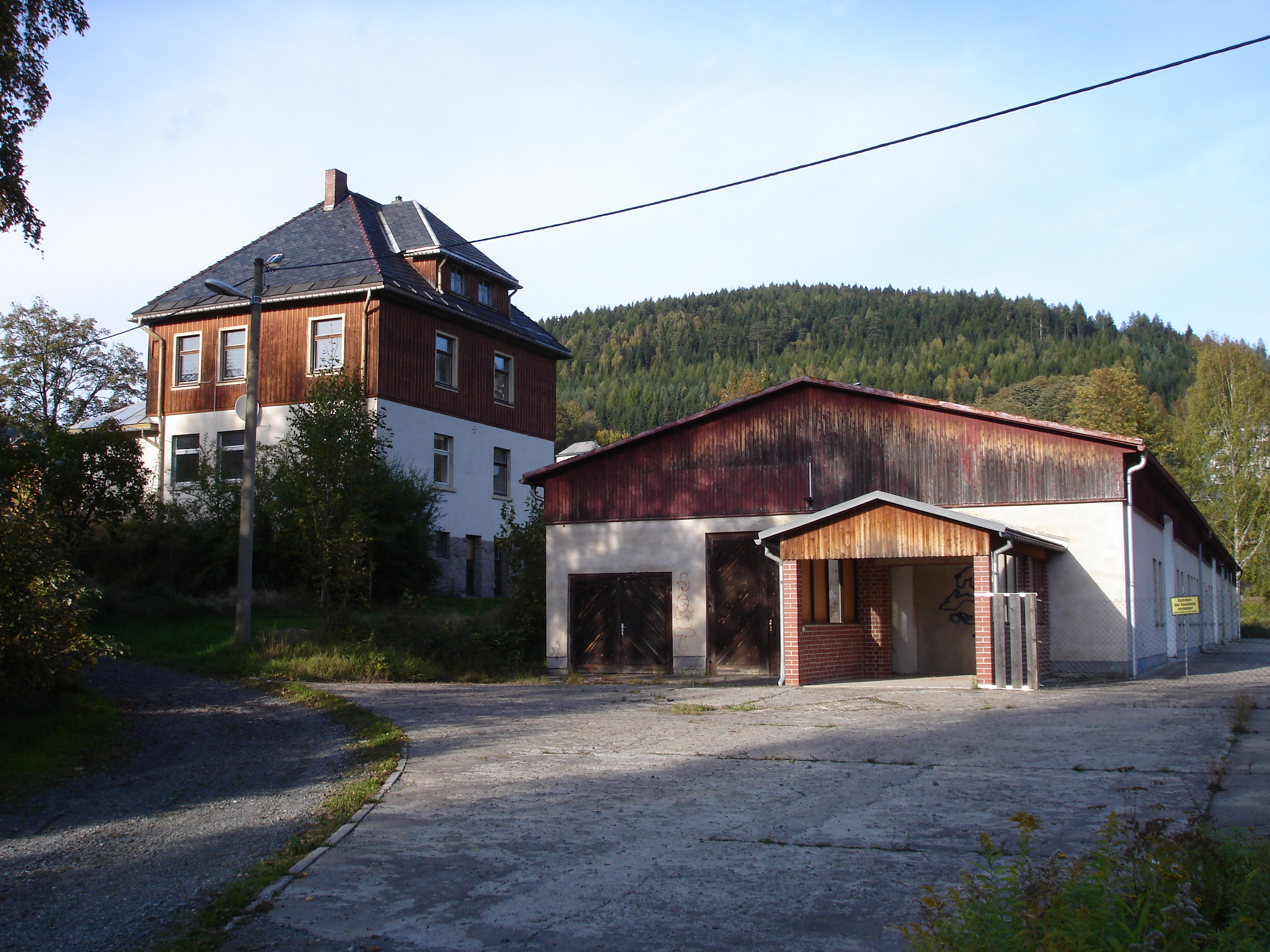
Auf dem ehemaligen Gleisfeld des Bahnhofes Sachsenberg-Georgenthal befindet sich heute diese Halle, links das Beamtenwohnhaus (2009)

Der Bahnhof Sachsenberg-Georgenthal beziehungsweise ursprünglich Untersachsenberg-Georgenthal war der Endbahnhof der Schmalspurbahn und befand sich im anfangs selbständigen Ortsteil Untersachsenberg. Für den Personenverkehr stand ein Bahnsteiggleis mit Umfahrungsmöglichkeit zur Verfügung. Ein zweiständiger Triebwagenschuppen diente zur witterungsgeschützten Unterstellung der Fahrzeuge. Am Endbahnhof befand sich auch eine Werkstätte der Bahn. Räumlich davon getrennt existierten auf der linken Bahnhofsseite die Güterzuggleise mit Ladestraße und großer Güterhalle mit überdachter Straßen- und Schienenladerampe sowie angebautem Bürohaus. Der Güterhalle vorgelagert war eine breite Ladestraße mit Freiladegleis. Die Ladestraße teilte den Bahnhof in Güter- und Personenbereich. Das Gütereinfahrtsgleis hatte zwei Umfahrungen mit anschließenden Abstellgleisen. Auf der gegenüberliegenden Seite der Ladestraße befand sich das Ladegleis zur Güterhalle. Auf der rechten Bahnhofseite lagen die, als Empfangsgebäude dienende, hölzerne Wartehalle für die Reisenden – bis 1954 die einzige Unterstellmöglichkeit entlang der ganzen Strecke – sowie das Toilettenhäuschen, auch Freiabtritt genannt. Oberhalb des Bahnsteigzugangs stand das Bedienstetenwohnhaus mit beleuchteter Uhr, in welchem anfangs auch ein Fahrkartenschalter vorhanden war. Im hinteren Teil des Personenbahnhofs befand sich eine zweiständige Lokomotiv- und Triebwagenhalle mit Untersuchungsgrube und kleiner Werkstatt. Das Einfahrtsgleis (Gleis 1) zum Personenbahnhof hatte ein langes Umfahrungsgleis mit zwei Anschlüssen zur Lok- und Wagenhalle. Mit der Streckeneinstellung ging der Bahnhof am 5. April 1964 außer Betrieb. Das Areal in der „Zollstraße“ ist heute mit einem Lagerschuppen überbaut, das ehemalige Beamtenwohnhaus mit der Anschrift Am Bahngleis 19 blieb erhalten.

## Fahrbetriebsmittel

### Lokomotiven
Ausschließlich für den Güterverkehr wurden 1914 zwei elektrische Lokomotiven der Gattung I ME beschafft, bei der Deutschen Reichsbahn wurden sie später als E 191 01 und E 191 02 bezeichnet. Bis 1963 bewältigten die beiden Lokomotiven den gesamten Güterverkehr der Schmalspurbahn; Einsätze im Reisezugverkehr erfolgten nur in Ausnahmefällen. Im Jahr 1967 wurden die Lokomotiven schließlich nach mehreren erfolglosen Verkaufsversuchen ins Reichsbahnausbesserungswerk Dessau überführt und dort verschrottet. Der Volksmund bezeichnete die beiden Lokomotiven als Gitterromp(e)l, oder kurz Romp(e)l, Vogtländisch für (Güter-)Rumpel. Der Begriff Gitterrompel wurde durch das gleichnamige Gedicht des Klingenthaler Musikers Fritz Meisel, welches vom Stadtmusikdirektor Ernst Uebel auch vertont wurde, über die Stadtgrenzen hinaus bekannt.

### Trieb- und Beiwagen
Ursprungsbestand

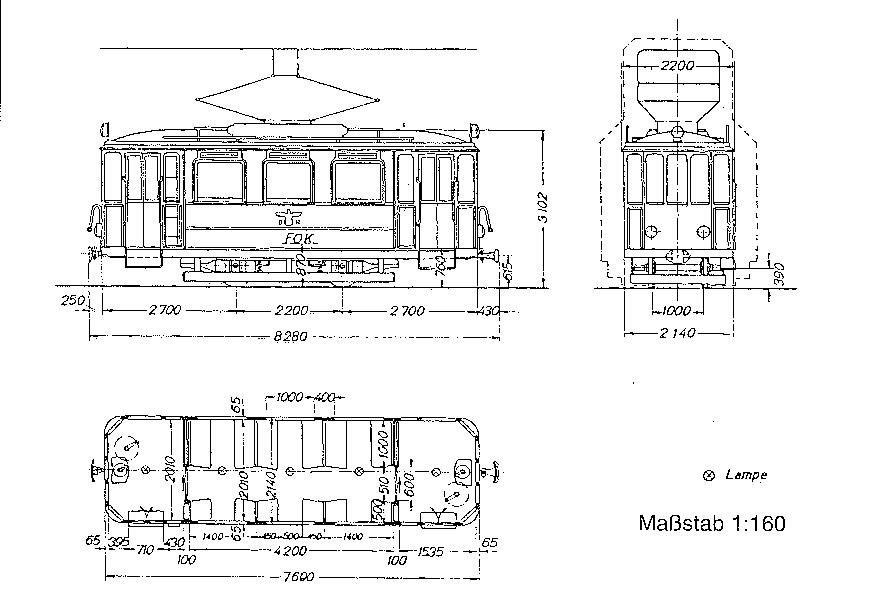
Maßskizze des ET 197 21

Für den Personenverkehr beschafften die Königlich Sächsischen Staatseisenbahnen 1916 bei der Waggonbau- und Maschinenfabrik, vormals Busch in Bautzen zwei Triebwagen der Gattung I MET, 1917 folgten zwei dazu passende Beiwagen der Gattung I MEB. Die Fahrzeuge glichen weitgehend damaligen Straßenbahnen, allerdings waren sie mit Druckluftbremsen und sächsischen Trichterkupplungen ausgestattet. Die Trieb- und Beiwagen waren identisch aufgebaut, sie verfügten über jeweils 18 Sitzplätze und zehn Stehplätze. Mit diesen Fahrzeugen wurden auch Dreiwagenzüge gebildet.
Wegen des steigenden Verkehrsaufkommens wurde 1926 noch ein dritter baugleicher Beiwagen nachgeliefert. In den Anfangsjahren bewältigten die beiden Züge den gesamten Reisezugverkehr der Schmalspurbahn. Erst nachdem 1956 und 1958 neue Züge in Dienst gestellt wurden, konnte auf die alten Fahrzeuge des Ursprungsbestands verzichtet werden – die beiden Triebwagen wurden 1959 ausgemustert und wenig später verschrottet, die drei Beiwagen schieden 1963 aus dem Bestand aus.
Österreichische Fahrzeuge

Triebwagen 26 der Lokalbahn Mödling–Hinterbrühl, dieser und drei weitere baugleiche Fahrzeuge kamen 1939 gebraucht nach Klingenthal

Nach dem 1938 erfolgten Anschluss Österreichs ergab sich im Folgejahr für die Deutsche Reichsbahn die Gelegenheit, vier Triebwagen der 1932 stillgelegten Lokalbahn Mödling–Hinterbrühl nach Klingenthal umzusetzen. Mit 21 Sitzplätzen und 24 Stehplätzen boten sie zwar eine größere Kapazität als die Fahrzeuge des Ursprungsbestands, waren dafür aber mit nur 25 Kilowatt deutlich schwächer motorisiert und erwiesen sich als unbrauchbar. Oftmals mussten daher ab 1939 auch die Güterlokomotiven im Reisezugverkehr eingesetzt werden, im Gegenzug wurden zwei Mödlinger Triebwagen noch vor 1945 zu Beiwagen umgebaut. Die beiden Fahrzeuggenerationen kamen auch gemischt zum Einsatz, insgesamt standen ab 1939 neun Personenwagen zur Verfügung.
Infolge einer Kriegsbeschädigung aus dem Jahr 1944 wurde der ET 198 02 im Jahr 1946 im Reichsbahnausbesserungswerk Dessau neu aufgebaut. Dabei wurde zum einen die Motorleistung auf 55 Kilowatt erhöht, zum anderen erhielt er einen neuen Wagenkasten. Als Besonderheit verfügte er nach seinem Umbau jedoch nur noch auf einer Fahrzeugseite über Türen. Dies war nur deshalb möglich, weil sich bei der Klingenthaler Bahn alle Bahnsteige auf der gleichen Seite befanden, nämlich in Fahrtrichtung Sachsenberg-Georgenthal gesehen linksseitig.
Die beiden aus Österreich stammenden Beiwagen wurden im Jahr 1948 ausgemustert, der im Originalzustand verbliebene Triebwagen folgte 1957/58. Lediglich der 1946 modernisierte ET 198 02 blieb auch nach Ablieferung der Gothaer Neubauzüge im Jahr 1958 noch im Bestand, diente fortan aber nur noch als Reserve. Er gelangte Ende August 1964 noch zur Straßenbahn Plauen, wurde dort allerdings nicht mehr eingesetzt. Mangels weiterer Verwendung kehrte er 1967 nach Österreich zurück, wo er museal erhalten blieb.
Neubaufahrzeuge

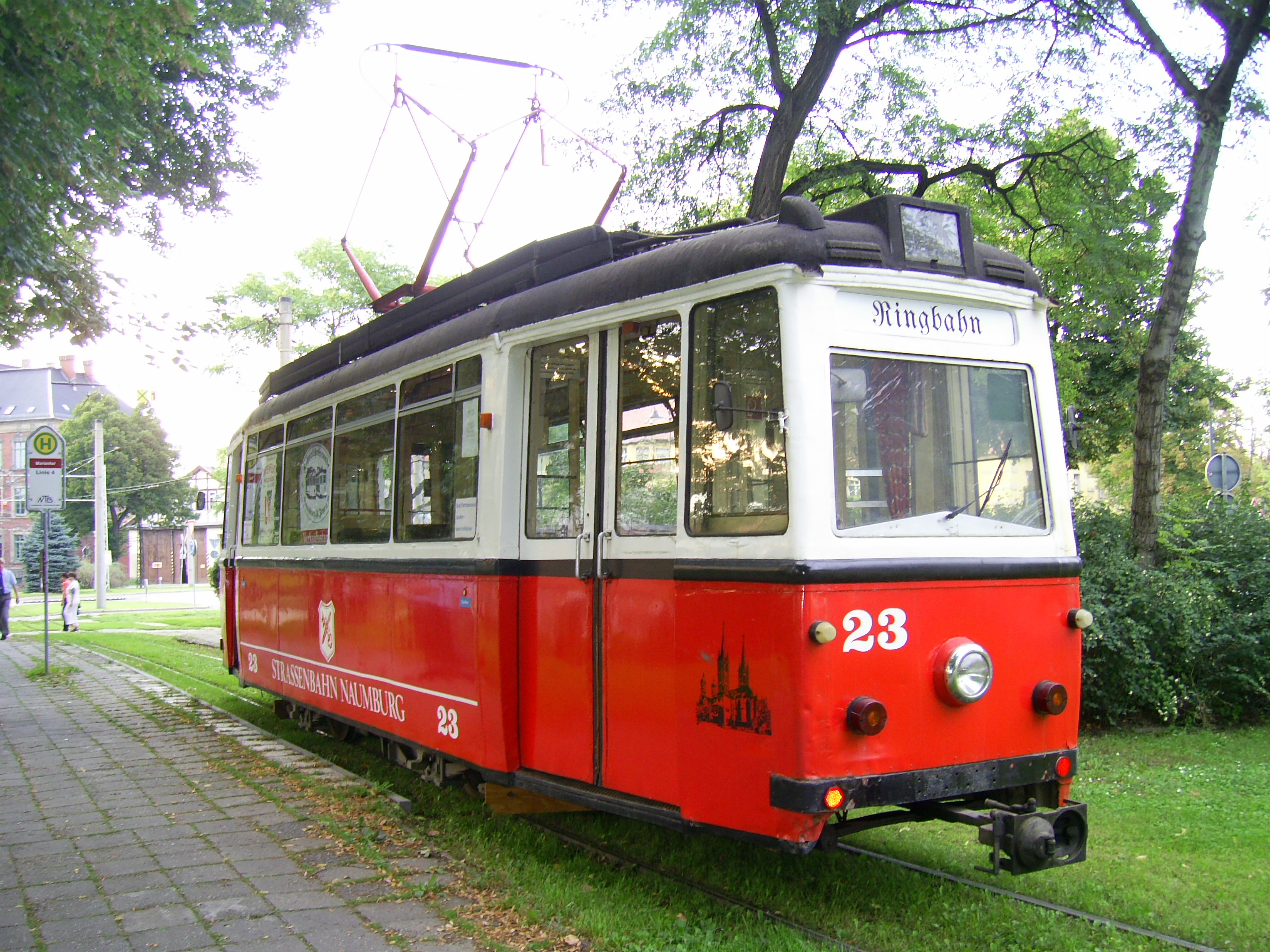
Der ehemalige ET 198 04 hier 2007 mit neuer Nummer 23 in Naumburg

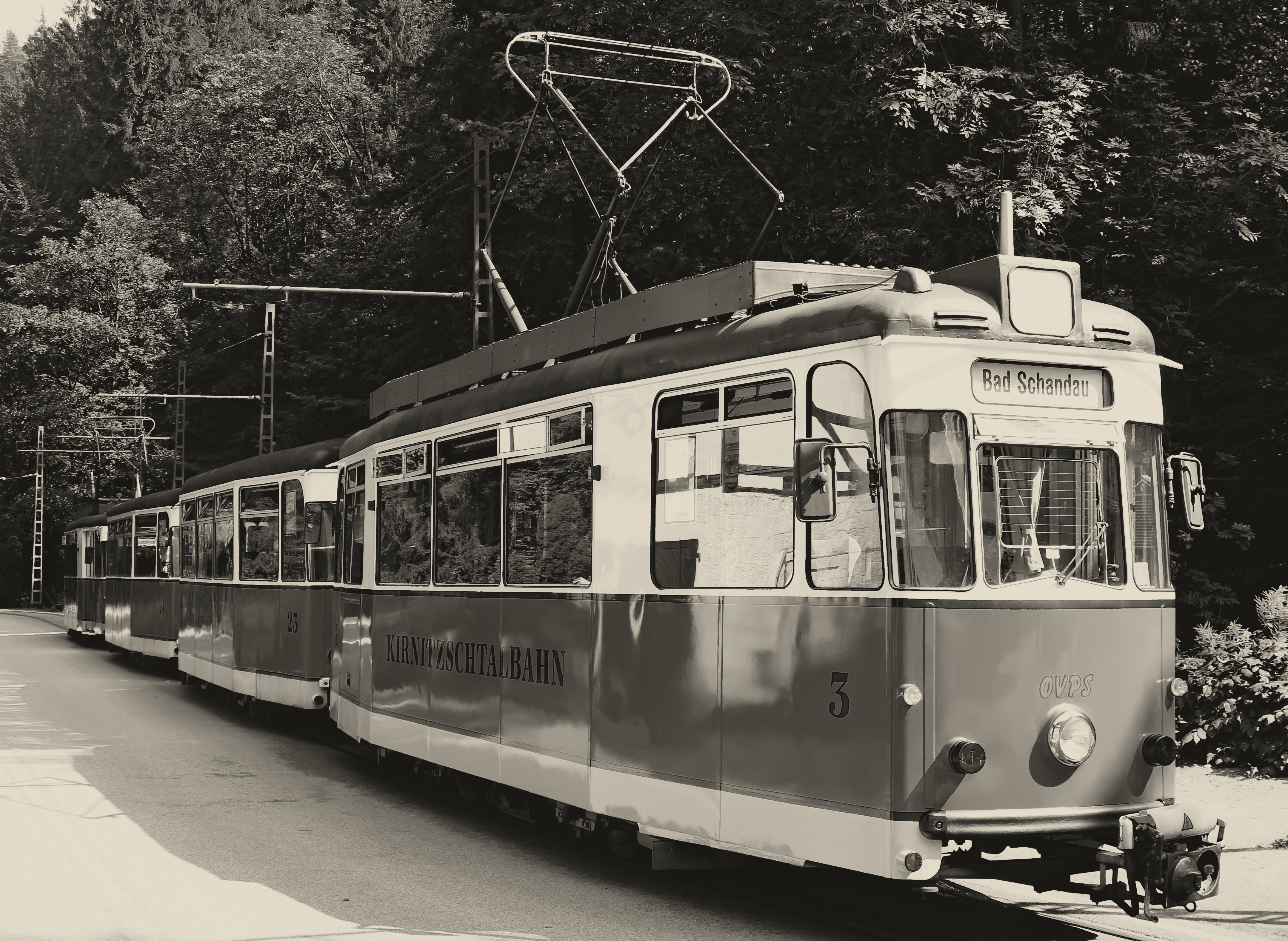
Der ehemalige ET 198 05, hier 2011 mit neuer Nummer 3 im Kirnitzschtal

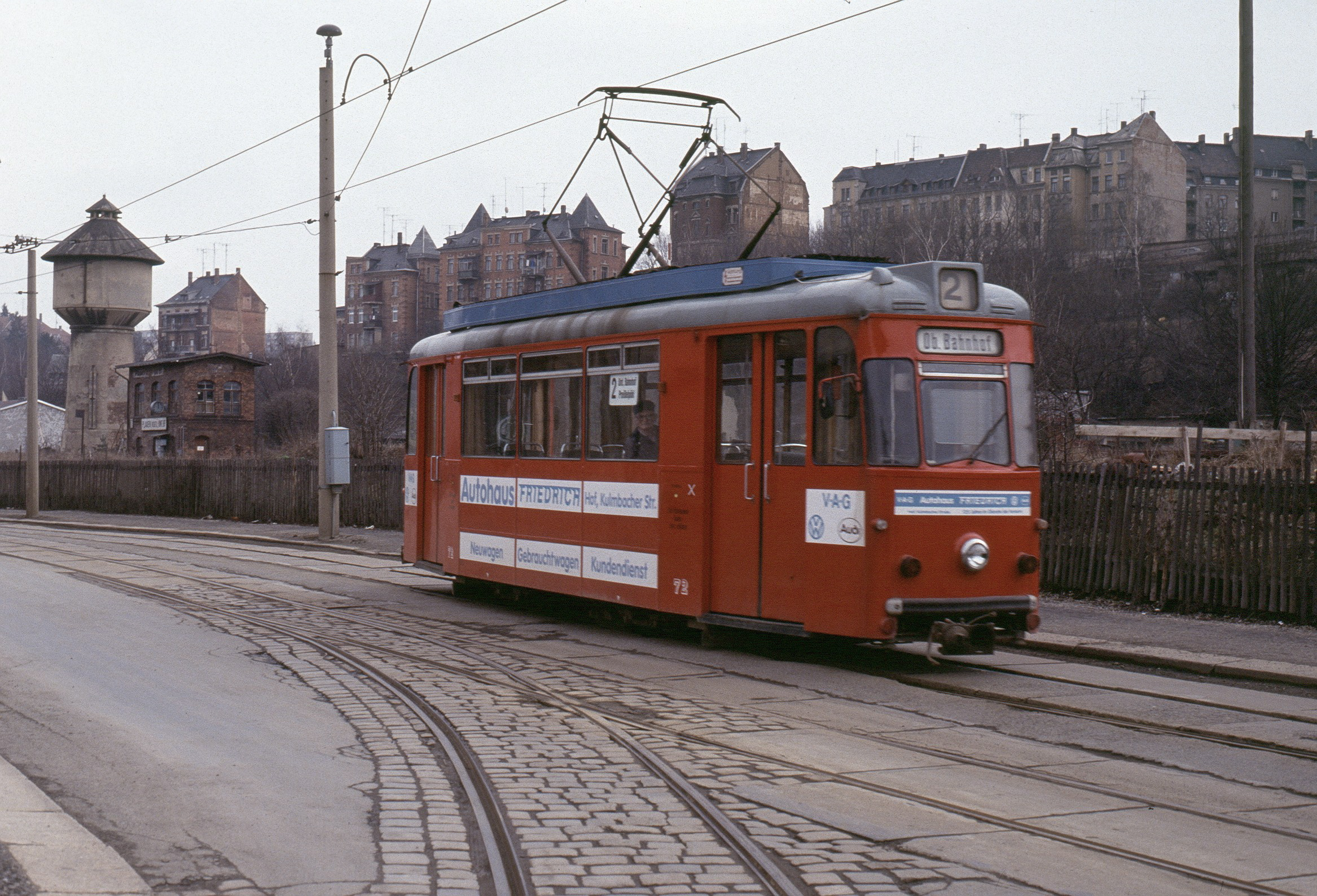
Der ehemalige ET 198 06, hier 1991 mit neuer Nummer 72 in Plauen

In den 1950er Jahren war der Wagenpark der Schmalspurbahn soweit überaltert, dass eine Erneuerung der Fahrzeuge unausweichlich wurde. Deshalb beschaffte die Deutsche Reichsbahn vier neue Zweiwagenzüge vom VEB Waggonbau Gotha, der erste traf am 1. Mai 1956 in Klingenthal ein. Es handelte sich dabei um konventionelle Einheitsstraßenbahnwagen, wie sie im Laufe der Jahre bei fast allen Straßenbahnbetrieben in der Deutschen Demokratischen Republik (DDR) zu finden waren. Mit ihrem Einsatz nahm der straßenbahnartige Charakter der Strecke noch zu. Für den Betrieb nach der Eisenbahn-Bau- und Betriebsordnung für Schmalspurbahnen wurden die neuen Wagen entsprechend angepasst, so erhielten sie beispielsweise statt der im Stadtverkehr üblichen Warnglocke eine Hupe und eine druckluftbetriebene Signalpfeife. Ferner wurden sie mit vereinfachten Zg 4-Zugschlusssignalen nach dem Signalbuch der Deutschen Reichsbahn versehen. Darüber hinaus verfügten die neuen Fahrzeuge über Scharfenbergkupplungen und waren deshalb mit den bereits vorhandenen nicht kuppelbar. Im Einzelnen handelte es sich um:
- zwei 1956 gelieferte Triebwagen des Typs ET54 (ET 198 03 und 04)
- zwei 1956 gelieferte Beiwagen des Typs EB54 (EB 198 03 und 04)
- zwei 1958 gelieferte Triebwagen des Typs T57 (ET 198 05 und 06)
- zwei 1958 gelieferte Beiwagen des Typs B57 (ET 198 05 und 06)

Grund für den Typenwechsel war, dass die Produktion des ET54 Ende des Jahres 1956 beendet wurde. Bei den acht neuen Wagen handelte es sich wiederum um klassische Zweirichtungsfahrzeuge mit beidseitigen Türen, auf die besondere Situation der ausschließlich auf einer Seite angeordneten Bahnsteige wurde bei der Beschaffung keine Rücksicht genommen. Im Berufsverkehr kamen wiederum Dreiwagenzüge zum Einsatz, wobei LOWA-Triebwagen auch Gotha-Beiwagen und Gotha-Triebwagen auch LOWA-Beiwagen zogen. Die LOWA-Wagen besaßen ferner noch Holzsitze, während die Gotha-Wagen bereits über Kunstledersitze verfügten. Die Kapazität der neuen Wagen war deutlich größer als die der zuvor eingesetzten Fahrzeuge, beide Typen boten 22 Sitzplätze sowie darüber hinaus 60/80 Stehplätze beim Typ ET54/EB54 beziehungsweise 52/73 Stehplätze beim Typ T57/B57. Auf die damals bereits stark verschlissenen Altbaufahrzeuge konnte somit ab 1958 weitgehend verzichtet werden. Allerdings hatten die LOWA- und Gotha-Wagen aufgrund ihres – im Vergleich zu den Altwagen – größeren Achsstands bei schlechter Gleislage schlechte Laufeigenschaften, was der Bahn den Spitznamen Wilder Robert einbrachte. Mit der neuen Fahrzeuggeneration hielten auch beleuchtete Zielanzeigen über der Frontscheibe Einzug, wobei – etwas abweichend von den offiziellen bahnamtlichen Bezeichnungen – bergwärts „Sachsenberg“ und talwärts „Klingenthal Bf“ geschildert wurde. Zusammen mit der – in Klingenthal nicht benutzten – Liniennummernanzeige verfügten die Triebwagen somit über ein Dreilicht-Spitzensignal laut Signalbuch der Deutschen Reichsbahn.
Abweichend von den Gepflogenheiten der Stadtverkehrsbetriebe waren die Fahrzeuge wie die anderen Triebwagen der Deutschen Reichsbahn lackiert, das heißt in der unteren Hälfte weinrot und in der oberen Hälfte cremefarben, ergänzt um einen schwarzen, mittleren Absetzstreifen. Während die älteren Fahrzeuge noch die vollständige Beschriftung nach dem Reglement der Deutschen Reichsbahn aufwiesen, beschränkten sich die Angaben an den Einheitsfahrzeugen auf das Nötigste. Angeschrieben waren in der Mitte der unteren Hälfte das Eigentumsmerkmal „DR“, links oben Fahrzeugnummer, Heimat-Bahnbetriebswerk, Anzahl der Plätze und Fahrzeugmasse.
Nach der Betriebseinstellung der Klingenthaler Bahn gelangten alle acht Neubaufahrzeuge Ende August 1964 zur Straßenbahn Plauen, sieben von ihnen wurden später noch an andere DDR-Straßenbahnbetriebe weitergereicht, wovon zwei auch 2019 noch betriebsfähig sind.

### Güterwagen

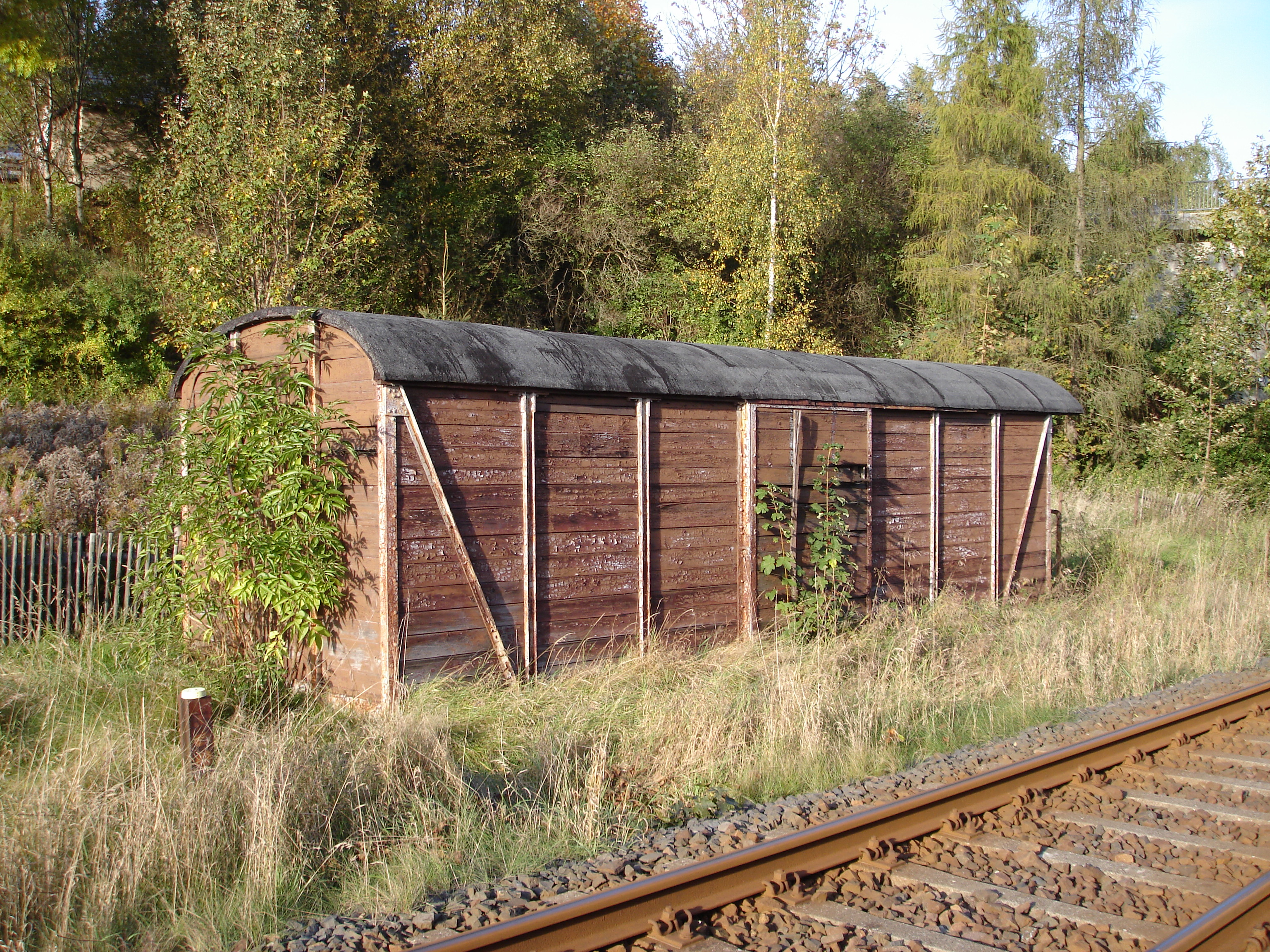
Kasten des gedeckten Güterwagens 99-41-01 (Werdau 1914) vor der Brückenstraße in Klingenthal (2009)

Insgesamt sieben vierachsige gedeckte Güterwagen der sächsischen Gattung 908 waren zur Beförderung von Stückgut vorgesehen, sie wurden 1914 von der Waggonfabrik Werdau speziell für die Klingenthaler Strecke gebaut. Ihr Drehzapfenabstand lag bei 5,50 Metern, die Länge über Puffer bei 9,41 Metern und das Eigengewicht betrug 8,38 Tonnen. Auffällige äußere Merkmale waren die an einer Stirnseite befindliche Bremserbühne und das im Vergleich zu den 750-Millimeter-Wagen stärker gewölbte Tonnendach. Zwei dieser gedeckten Güterwagen wurden im Jahr 1942 zu offenen Güterwagen umgebaut, aber erst bei der Umzeichnung 1950 mit diesen Umbau anzeigenden Nr. gekennzeichnet.
Zur Betriebseinstellung 1964 waren noch drei gedeckte Güterwagen vorhanden. Der Kasten des Wagens 99-41-01 ist bis heute erhalten geblieben (Stand 2024). Er stand mehrere Jahrzehnte lang im Bereich der westlichen Ausfahrt des Bahnhofs Klingenthal als Geräteschuppen, zuletzt in Privateigentum. Zum 1. Januar 2008 wechselte er ins Eigentum des losen Zusammenschlusses „IG Wagen“. Sich dieser Interessengemeinschaft zugehörig fühlende Eisenbahnfreunde bargen am 13. Oktober 2011 den Kasten und ließen ihn nach Radebeul Ost überführen, wo er ins Schmalspurbahnmuseum Radebeul integriert werden sollte. Dieses Vorhaben fand keine Umsetzung, so dass der Verein „Initiative Sächsische Eisenbahngeschichte e. V.“ (ISEG) den Kasten im Jahr 2020 übernahm und nach Freital-Potschappel bringen ließ. Die ISEG strebt eine Restaurierung des Kastens an, wozu der Verein bereits zwei Drehgestelle beschafft hat.
Als Ersatz für die beiden 1948 ausgemusterten österreichischen Beiwagen ließ die Reichsbahndirektion (Rbd) Dresden 1954 im Reichsbahnausbesserungswerk (Raw) Karl-Marx-Stadt aus dem gedeckten Güterwagens 99-41-04 einen Behelfsbeiwagen bauen. Das nach diesem Umbau als EB 197 24 bezeichnete Fahrzeug war aufgrund seiner wenigen Fenster und schlechten Federung bei den Fahrgästen unbeliebt. Nach dem Eintreffen der dem Straßenbahnwagen-Neubauprogramm entnommenen Fahrzeuge 1956/58 konnte der Behelfsbeiwagen abgestellt werden. Mit einem 1959 im Raw Karl-Marx-Stadt vollständig neu gebauten Personenwagenkasten und der nunmehrigen Nummer 900-522 gelangte er im Dezember 1959 in die Rbd Magdeburg zur Harzquer- und Brockenbahn nach Wernigerode. Ende der 1980er erhielt dieser Wagen in der Werkabteilung Perleberg des Raw Wittenberge einen neuen Wagenkasten mit Tonnendach. Im Frühjahr 1993 ging auch der Wagen 900-522 in den Fahrzeugbestand der Harzer Schmalspurbahnen über, im Jahr 2019 gehörte er noch zum Betriebspark. Inzwischen steht der Wagen mehrere Jahre ohne Fristen ungenutzt in Wernigerode Westerntor.

### Rollwagen
Zur Beförderung normalspuriger Güterwagen wurden 1916 insgesamt 14 vierachsige Rollwagen der Gattung Rf4 mit einer Fahrbühnenlänge von 5,5 und 7,8 Metern beschafft. Diese entsprachen weitgehend den entsprechenden Fahrzeugen mit 750 Millimetern Spurweite. Unterschiede bestanden nur in der Bremsbauart (Westinghouse-Druckluftbremse statt Heberleinbremse) und der Konstruktion der Drehgestelle. 1920/21 wurden weitere zwei baugleiche Rollwagen nachgeliefert.
| sä. Nummer | sä. Gattung | Baujahr | Länge | Hersteller                    |
| ---------- | ----------- | ------- | ----- | ----------------------------- |
| 41–52      | 910         | 1916    | 5,5 m | Kelle & Hildebrandt, Großluga |
| 61, 62     | 912         | 1916    | 7,8 m | Kelle & Hildebrandt, Großluga |
| 53, 54     | 910         | 1920/21 | 5,5 m | Kelle & Hildebrandt, Großluga |
| 63         | 912         | 1921    | 7,8 m | Kelle & Hildebrandt, Großluga |

In den Jahren 1926 bis 1930 wurden in Regie der Deutschen Reichsbahn noch fünf weitere Fahrzeuge beschafft, so dass insgesamt 22 Wagen vorhanden waren. Nach dem Umzeichnungsplan für Schmalspurgüterwagen der Deutschen Reichsbahn von 1951 erhielten die Klingenthaler Rollwagen neue Nummern ab 99-40-01. Im Jahr 1955 waren noch 22 Rollwagen im Betriebsbestand. 1959 erhielt die Klingenthaler Schmalspurbahn zwei neue Rollwagen aus der Produktion des Lokomotivbau Karl Marx Babelsberg (LKM) mit neun Metern Fahrbühnenlänge und einer Tragfähigkeit von 40 Tonnen. Im Gegensatz dazu hatten alle zuvor gelieferten Wagen nur eine Tragfähigkeit von 30 Tonnen. Allerdings konnten die Neufahrzeuge wegen ihrer Saugluftbremse in Klingenthal nie eingesetzt werden, sie wurden daraufhin zur Harzquerbahn nach Wernigerode umgesetzt.
Aufgrund des Überbestandes an Rollwagen in Klingenthal wurde ein Teil der Fahrzeuge zu anderen meterspurigen Schmalspurbahnen in der DDR umgesetzt. So gelangten um 1956 vier Rollwagen zur Spreewaldbahn und zwei zur Schmalspurbahn Eisfeld–Schönbrunn. Zur Betriebseinstellung im Jahr 1964 waren letztlich noch elf Rollwagen in Klingenthal vorhanden, von denen zwei 1968 noch zur Schmalspurbahn Gera-Pforten–Wuitz-Mumsdorf kamen, dort aber nie genutzt wurden.

### Bahndienstfahrzeuge
Wie in vielen Straßenbahnbetrieben seinerzeit üblich, existierte ab 1916 auch in Klingenthal ein zweiachsiger Salzstreuwagen. Er trug anfangs die Nummer 31M, später die Bahndienstwagennummer 2050, ab 1951 dann 99-40-91. Dank seines angebauten Schiebeschildes vor dem talwärts laufenden Radsatz konnte er in einer Richtung auch als Schneepflug genutzt werden. Der hölzerne Wagenkasten war drei Meter lang, der Achsstand betrug 1,60 Meter. Mit zwei Endbühnen, Handbremse und Trichterkupplungen ausgerüstet, lag die Gesamtlänge bei nur knapp fünf Metern. Bei einem Eigengewicht von 2,8 Tonnen konnte der Wagen fünf Tonnen zuladen. Ein Rührwerk verteilte das Salz über zwei Fallrohre auf die Rillenschienen. Als problematisch erwies sich sein Betrieb, weil durch das Auftausalz – je nach Schneehöhe – bis zu 20 Zentimeter tiefe Spurrinnen im Bereich der Schienen entstanden, welche den Kraftfahrzeugverkehr behinderten.
Nach der Betriebseinstellung verblieb der Salzstreuwagen im Güterbahnhof Klingenthal, am 1. August 1967 wurde er per Verfügung der Reichsbahndirektion Dresden ausgemustert. Bis 1972 blieb er im Originalzustand in Klingenthal erhalten, später gelangte er nach Adorf, wo sein Kasten ohne Radsätze der dortigen Bahnmeisterei als Lagerraum diente. Nach deren Auflösung wurde er 1998 vom Traditionsverein Rollbockbahn e. V. geborgen und für eine angedachte museale Erhaltung im Museumsbahnhof Oberheinsdorf sichergestellt. 2017 erfolgte die Weitergabe an die Kleinbaan Service BV.
Für Arbeiten an der Oberleitung im straßenbündigen Abschnitt stand zudem ein Turmwagen mit einem Aufbau des Unternehmens Fahrzeugbau Kurt Krause aus Dresden auf Basis eines IFA-H3A-Lastkraftwagens zur Verfügung.

### Tabelle
Die folgende Tabelle führt sämtliche je in Klingenthal eingesetzten Lokomotiven, Trieb- und Beiwagen in Reihenfolge ihres Eintreffens auf. Heute noch existierende Fahrzeuge sind grau unterlegt.
| Nummer Sachsen      | Nummer DR | Baujahr | Herkunft, Verbleib und sonstige Bemerkungen |
| ------------------- | --------- | ------- | --- |
| I M 253             | 99 163    | 1902    | Lokomotive der Rollbockbahn; in Klingenthal im Einsatz von August 1916 bis Mai 1917; 1942 im Roten Meer versunken |
| I ME 1              | E 191 01  | 1914    | im Einsatz von 1917 bis 1963, 1967 im Reichsbahnausbesserungswerk Dessau verschrottet |
| I ME 2              | E 191 02  | 1914    | im Einsatz von 1917 bis 1963, 1967 im Reichsbahnausbesserungswerk Dessau verschrottet |
| I MET 1             | ET 197 21 | 1916    | 1958 außer Dienst gestellt, 1959 ausgemustert und verschrottet |
| I MET 2             | ET 197 22 | 1916    | 1956 außer Dienst gestellt, 1959 ausgemustert und verschrottet |
| I MEB 1, später 11M | EB 197 21 | 1917    | 1958 außer Dienst gestellt, 1963 ausgemustert und verschrottet |
| I MEB 2, später 12M | EB 197 22 | 1917    | 1956 außer Dienst gestellt, 1963 ausgemustert und verschrottet |
| 13M                 | EB 197 23 | 1926    | Nachbeschaffung, 1958 außer Dienst gestellt, 1963 ausgemustert und verschrottet |
|                     | EB 197 24 | 1914    | ursprünglich GGn 26M, ab 1950 10.455, ab 1951 99-41-04, 1954 Umbau in EB, 1959 mit neuem Wagenkasten als 900-522 zur Harzquer- und Brockenbahn, seit 1993 Bestand Harzer Schmalspurbahnen GmbH |
|                     | ET 198 01 | 1903    | 1939 von der Lokalbahn Mödling–Hinterbrühl (Nummer 20), 1957 außer Dienst gestellt, 1958 ausgemustert |
|                     | ET 198 02 | 1903    | 1939 von der Lokalbahn Mödling–Hinterbrühl (Nummer 21), 1944 im Krieg beschädigt, 1946 neuer Wagenkasten im Reichsbahnausbesserungswerk Dessau, ab 1958 Reserve, 1964 an die Straßenbahn Plauen, ab 1967 Denkmal in Hinterbrühl, ab 1998 beim Österreichischen Omnibusmuseum (ÖOM) in Ternitz, inzwischen im Historama Ferlach |
|                     | EB 198 01 | 1903    | ehemals Triebwagen; 1939 von der Lokalbahn Mödling–Hinterbrühl (Nummer 26), 1948 ausgemustert und später verschrottet |
|                     | EB 198 02 | 1903    | ehemals Triebwagen; 1939 von der Lokalbahn Mödling–Hinterbrühl (Nummer 27), 1948 ausgemustert und später verschrottet |
|                     | ET 198 03 | 1956    | 1964 nach Plauen (Nummer 70), am 29. November 1980 an die Straßenbahn Naumburg (Nummer 22), 1984 ausgemustert und verschrottet |
|                     | ET 198 04 | 1956    | 1964 nach Plauen (Nummer 71), am 29. Dezember 1981 an die Straßenbahn Naumburg (Nummer 23), bis 1991 im Planbetrieb, seit 1997 betriebsfähiger Museumstriebwagen |
|                     | EB 198 03 | 1956    | am 1. September 1964 nach Plauen (Nummer 10), am 23. November 1972 zur Straßenbahn Gera (Nummer 234), 1973 Umbau in Einrichtungswagen im Reichsbahnausbesserungswerk Berlin-Schöneweide, 1990 ausgemustert, ab 1990 mit fiktiver Nummer 90 Imbissstand vor dem Geraer Hauptbahnhof, am 20. März 2002 zurück nach Klingenthal, im Besitz der Verein der Eisenbahnfreunde Klingenthal e. V. abgestellt auf einem Firmengelände, seit 28. Oktober 2020 abgestellt im Betriebshof der Straßenbahn Gera |
|                     | EB 198 04 | 1956    | am 3. September 1964 nach Plauen (Nummer 11), am 25. November 1972 zur Straßenbahn Gera (Nummer 235), 1973 Umbau in Einrichtungswagen im Reichsbahnausbesserungswerk Berlin-Schöneweide, 1990 ausgemustert und verschrottet |
|                     | ET 198 05 | 1958    | 1964 nach Plauen (Nummer 73), 1995 zur Kirnitzschtalbahn (Nummer 3), im Einsatz |
|                     | ET 198 06 | 1958    | 1964 nach Plauen (Nummer 72), am 24. November 1992 zurück nach Klingenthal, Verein der Eisenbahnfreunde Klingenthal e. V. bis 2017 als Denkmal am Klingenthaler Bahnhof aufgestellt, verschrottet |
|                     | EB 198 05 | 1958    | 1964 nach Plauen (Nummer 13), 1975 Umbau in Einrichtungswagen, am 1. März 1988 an die Straßenbahn Brandenburg an der Havel (Nummer 288), 1992 ausgemustert und verschrottet |
|                     | EB 198 06 | 1958    | 1964 nach Plauen (Nummer 12), 1975 Umbau in Einrichtungswagen, am 29. Februar 1988 an die Straßenbahn Brandenburg an der Havel (Nummer 289), 1992 ausgemustert und verschrottet |

## Die Strecke im Kursbuch
Belegt sind heute sechs verschiedene Nummern, unter denen die Strecke im offiziellen Kursbuch aufgeführt war:
| Jahr: | 1920 | 1929 | bis 1935 | 1935 bis Sommerfahrplan 1939 | ab Winterfahrplan 1939/1940 |
| KBS:  | 94a  | 513  | 142 f    | 141 h                        | 171 p                       |

Die Züge führten dabei stets nur die dritte beziehungsweise ab 1956 nur die zweite Wagenklasse, alle Zwischenstationen waren stets als Bedarfshalte ausgewiesen.

## Verein der Eisenbahnfreunde Klingenthal e.V.

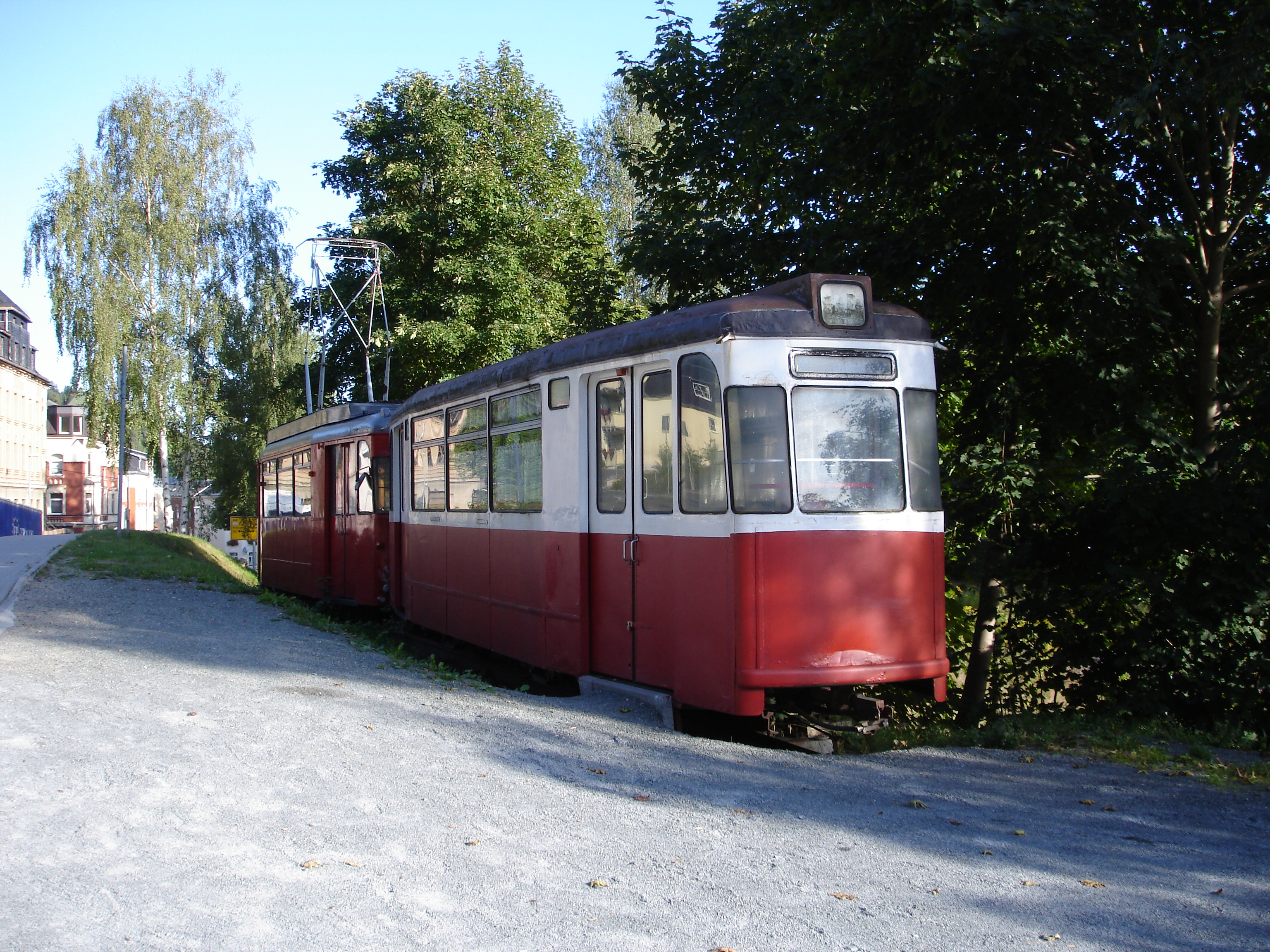
Der ehemalige Denkmalszug am Bahnhof Klingenthal (2008)

Nach der politischen Wende in der DDR bemühte sich der im Mai 1991 gegründete Verein der Eisenbahnfreunde Klingenthal e. V. darum, noch vorhandene Fahrzeuge der Klingenthaler Schmalspurbahn vor Ort zu erhalten. Nachdem hierzu am 7. November 1992 ein 35 Meter langes Gleistück am Klingenthaler Bahnhof verlegt wurde, gelang es dem Verein am 24. November 1992 den ehemaligen ET 198 06 aus Plauen zurückzuholen, der fortan auf dem genannten Gleisstück stand. Um einen authentischen Zug zu repräsentieren, wurde am 23. April 1993 zusätzlich auch der ehemalige Plauener Beiwagen 25 – der nie in Klingenthal gefahren war – nach Klingenthal gebracht und neben dem Triebwagen aufgestellt. Der Beiwagen diente zeitweise als Gastraum eines benachbarten Imbissstands.
Da sich beide Fahrzeuge zuletzt in einem schlechten Erhaltungszustand befanden, wurden sie am 29. Juni 2017 abtransportiert und in Zwickau verschrottet. Zuvor konnten die Nahverkehrsfreunde Naumburg-Jena e. V. noch Ersatzteile für deren baugleiche Fahrzeuge bergen. Die Fahrgestelle sollten anschließend zur Zwischenlagerung ins Straßenbahnmuseum Chemnitz und das Triebwagengestell anschließend nach Liberec gehen.

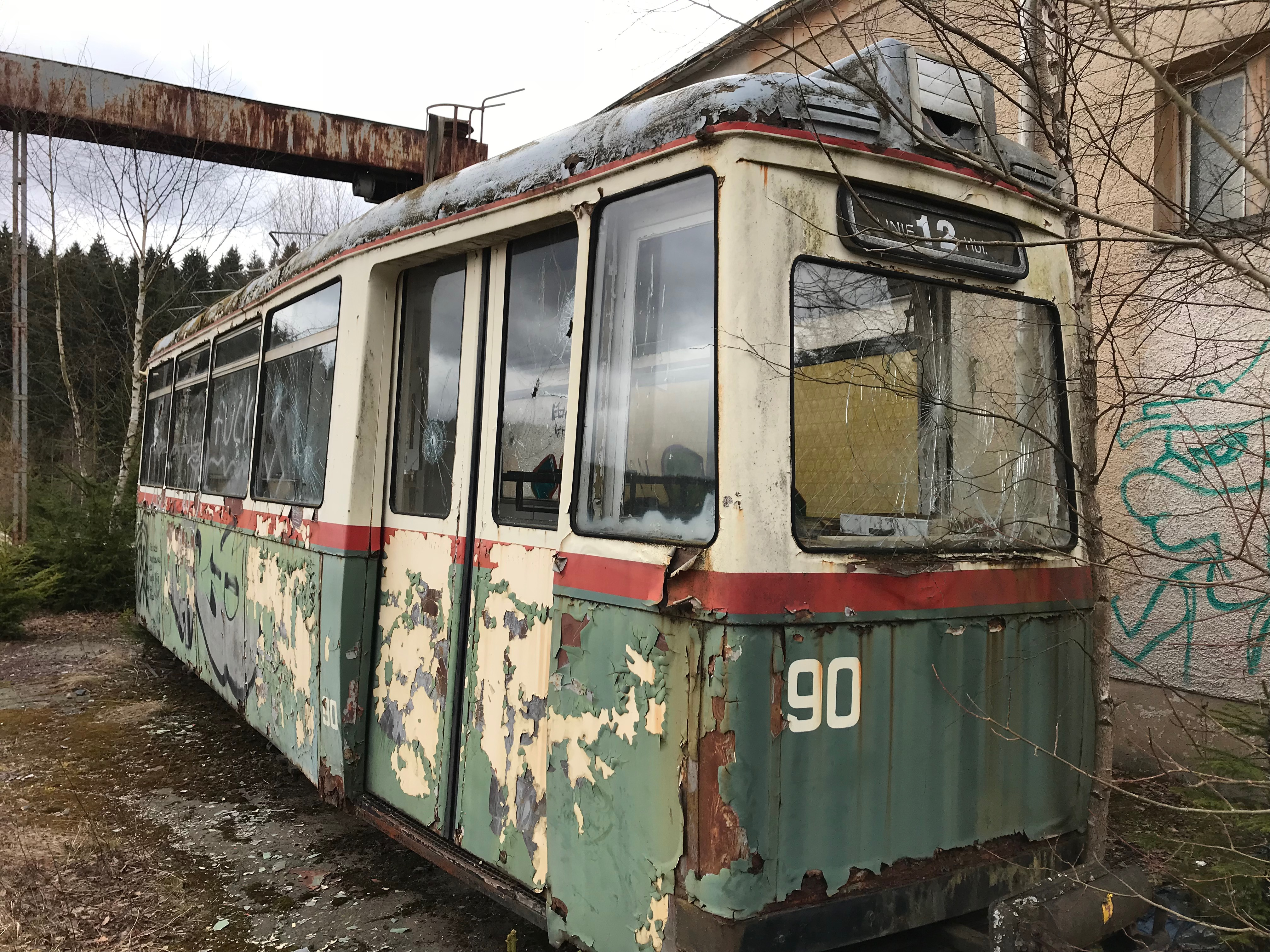
Beiwagen EB 198 03 in Klingenthal (2018)

Am 20. März 2002 brachten Nahverkehrsfreunde aus Leipzig den letzten noch erhaltenen Klingenthaler Beiwagen – den ehemaligen EB 198 03 – nach Klingenthal zurück. Dieses zwischenzeitlich zum Einrichtungswagen umgebaute Fahrzeug diente zuvor als Imbissstand vor dem Geraer Hauptbahnhof. Er war bis 2020 auf einem privaten Firmengelände am Stadtrand von Klingenthal unzugänglich abgestellt. Im Herbst 2020 kehrte er nach Gera zurück.